# Impactos da pandemia de COVID-19 na educação
Os Impactos da pandemia de COVID-19 na educação foram grandes em todo o mundo, levando ao fechamento generalizado de escolas, universidades e faculdades. Em 12 de abril de 2020, aproximadamente 1,716 bilhão de alunos foram afetados devido ao fechamento da escola em resposta à pandemia. Segundo o monitoramento da UNESCO, 188 países implementaram fechamentos em todo o país e 5 implementaram fechamentos locais, impactando cerca de 99,4% da população estudantil do mundo. Em 23 de março de 2020, o Cambridge International Examinations (CIE) divulgou uma declaração anunciando o cancelamento dos exames Cambridge IGCSE, Cambridge O Level, Cambridge International AS & A Level, Cambridge AICE Diploma e Cambridge Pre-U para as séries de maio/junho de 2020 todos os países. Os exames internacionais de bacharelado também foram cancelados.
Neste cenário mundial da Educação é possível observar as  diferenças entre Educação a Distância (EAD) e Ensino Remoto Emergencial (ERE). É notória a semelhança entre essas duas modalidades de ensino, pois ambas utilizam a tecnologia como ferramenta. Porém o ERE é uma solução rápida e temporária utilizada em caráter emergencial. Já na EAD o ensino estrutura sua metodologia visando garantir o ensino à distância, em um ambiente virtual de aprendizagem. Educação a distância (EAD) vem se tornando cada vez mais popular devido a  sua praticidade, horários flexiveis e demais facilidades Com a educação a distância (EAD), os alunos têm melhorado o desempenho na prática de atividades extrascurriculares, abrindo mais suas mentes e colocando em prática os seus conhecimentos.

## Histórico
Os esforços para conter a disseminação da COVID-19 por meio de intervenções não farmacêuticas e medidas preventivas, como o distanciamento social e o autoisolamento, levaram ao fechamento generalizado de escolas primária, secundária e terciária em mais de 100 países.
Surtos anteriores de doenças infecciosas provocaram fechamentos generalizado de escolas em todo o mundo, com diferentes níveis de eficácia. Cálculos estatísticos mostraram que a transmissão de um surto pode ser adiada pelo fechamento de escolas. No entanto, a eficácia depende dos contatos que as crianças mantêm fora da escola. Os fechamentos escolares podem ser eficazes quando promulgados prontamente, se ocorrem tardiamente em relação a um surto, eles são menos eficazes e podem não ter qualquer impacto. Além disso, em alguns casos, a reabertura das escolas após um período de fechamento resultou em aumento das taxas de infecção. Como os fechamentos tendem a ocorrer simultaneamente com outras intervenções, como a proibição de aglomerações, pode ser difícil medir o impacto específico do fechamento das escolas.
Durante a pandemia de influenza de 1918-1919 nos Estados Unidos, o fechamento de escolas e as proibições de aglomerações foram associados a menores taxas de mortalidade total. As cidades que implementaram essas intervenções anteriormente apresentaram atrasos maiores nas taxas de mortalidade durante o pico. As escolas fecharam por uma duração média de 4 semanas, de acordo com um estudo de 43 cidades dos EUA que responderam à gripe espanhola. Foi demonstrado que o fechamento das escolas reduziu a morbidade da gripe asiática em 90% durante o surto de 1957-58, e até 50% no controle da gripe nos EUA, 2004-2008.
Vários países retardaram com sucesso a propagação da infecção através do fechamento de escolas durante a pandemia de gripe H1N1 de 2009. O fechamento das escolas na cidade de Oita, Japão, diminuiu com sucesso o número de estudantes infectados no pico da infecção; no entanto, não foi constatado que o fechamento das escolas diminuiu significativamente o número total de estudantes infectados. O fechamento obrigatório das escolas e outras medidas de distanciamento social estiveram associados a uma redução de 29% a 37% nas taxas de transmissão da gripe. O fechamento das escolas nos Estados Unidos atrasou o pico da pandemia de gripe H1N1 de 2009. Apesar do sucesso geral do fechamento das escolas, um estudo sobre fechamentos das escolas em Michigan descobriu que "o fechamento das escolas reativas do distrito era ineficaz".
Durante o surto de gripe suína em 2009 no Reino Unido, em um artigo intitulado "Fechamento de escolas durante uma pandemia de gripe" publicado na Lancet Infectious Diseases, um grupo de epidemiologistas endossou o fechamento de escolas a fim de interromper o curso da infecção, diminuir ainda mais a propagação e ganhar tempo para pesquisar e produzir uma vacina. Tendo estudado pandemias anteriores da gripe, incluindo a pandemia de gripe de 1918, a pandemia de gripe de 1957 e a pandemia de gripe de 1968, eles relataram sobre o efeito econômico e da força de trabalho que o fechamento da escola teria, particularmente com uma grande porcentagem de médicos e enfermeiros sendo mulheres, dos quais metade tinha filhos menores de 16 anos. Eles também analisaram a dinâmica da propagação da gripe na França durante as férias escolares francesas e observaram que os casos de gripe caíram quando as escolas fecharam e ressurgiram quando reabriram. Eles observaram que quando os professores em Israel entraram em greve durante a temporada de gripe de 1999-2000, as visitas aos médicos e o número de infecções respiratórias caíram mais de um quinto e mais de dois quintos, respectivamente.
Em Portugal durante a pandemia da gripe H1N1 duas escolas foram fechadas, sendo uma em Lisboa e uma nos Açores.35 Com a pandemia de COVID-19 o Conselho Nacional de Saúde Pública elaborou normas para conter a pandemia no país e com o aval da Direção-Geral de Saúde foi determinado o fechamento de todas as escolas públicas e privadas. A medida afetou mais de 2 milhões de alunos desde a pré-escola ao ensino superior.

## Controle de Risco
No caso de haver uma pessoa infetada em uma escola ou creche, a recomendação dos Centros de Controle e Prevenção de Doenças (CDC) dos Estados Unidos, é o fechamento a curto prazo para limpar ou desinfetar, independentemente da disseminação da comunidade. Quando há transmissão comunitária mínima a moderada, estratégias de distanciamento social podem ser implementadas. Observar princípios básicos favorece a segurança no âmbito escolar e inibe a propagação da doença. Recomenda-se como medidas para evitar o contágio:
- Estar atualizado sobre o Coronavírus por meio de fontes confiáveis, nomeadamente, Organização Mundial da Saúde (OMS), Fundo das Nações Unidas para a Infância (UNICEF) e órgãos ligados ao Ministério da Saúde, e compartilhar as informações.
- Estabelecer um Plano de Contingência e Emergência, e o tornar disponível a todos os funcionários, alunos e pais.
- Pessoas doentes não devem ir à escola.
- Cancelar visitas de campo, aulas de educação física e coral, ou qualquer outra situação em que o contato próximo seja inevitável.
- Enfatizar a necessidade de lavar frequentemente as mãos com água e sabão (no mínimo 20 segundos), para isso é necessário garantir o abastecimento e condições adequadas para a higienização das mãos, como água, sabão, papel toalha, disponibilizar álcool gel em todas as salas de aula, entradas e saídas da escola.
- Providenciar frequentemente a limpeza e desinfecção dos locais e superfícies de uso comum (salas de aula, bebedouros, sanitários, corrimões, mesas, portas, brinquedos, sanitários, livros, etc).
- Estabelecer ações que favoreçam o distanciamento social, como manter distância (pelo menos 1 metro) entre carteiras escolares e cadeiras no refeitório, limitar a entrada de visitantes não essenciais, utilizar uma sala separada para alunos e funcionários com sintomas semelhantes aos da gripe, horários de entrada e saída deverão seguir sequência de número limitado de alunos para evitar aglomerações.
- As máscaras faciais ajudam a evitar que uma pessoa doente transmita o vírus a outras, e também oferecem algum nível de proteção àqueles que as usam. O uso consistente e correto de máscaras faciais é crítico quando estudantes, professores e funcionários estão em espaços fechados ou quando é difícil implementar e manter um distanciamento social de pelo menos 2 metros. Deve ser fornecida informação aos profissionais da educação, estudantes e famílias de estudantes sobre o uso adequado, remoção e lavagem de máscaras.[23]
- As máscaras não devem ser usadas por:[23]
  - −Crianças com menos de 2 anos de idade;
  - −Qualquer pessoa que tenha dificuldade em respirar ou que esteja inconsciente, ou incapaz de remover a máscara sem ajuda;
  - −O uso de máscaras pode ser difícil para algumas pessoas com problemas sensoriais, cognitivos ou comportamentais. Se não forem capazes ou não tolerarem o uso de uma máscara corretamente, não devem usá-la, devem ser consideradas outras alternativas e adaptações.
- Embora as máscaras sejam fortemente encorajadas a reduzir a propagação da COVID-19, o CDC reconhece que há casos específicos em que o uso de uma máscara pode não ser viável. Nestes casos, pais, tutores, prestadores de cuidados, professores e administradores escolares devem considerar adaptações e alternativas sempre que possível. Poderão ter de consultar os prestadores de cuidados de saúde para aconselhamento sobre o uso de máscaras.[23]

Quando há transmissão significativa na comunidade local, além das estratégias de distanciamento social, períodos prolongados em regime de lay-off na escola podem ser consideradas, para que isso ocorra a escola deverá utilizar estratégias de ensino a distância.
Em virtude da pandemia o Conselho Nacional de Saúde de Portugal decidiu encerrar todos os estabelecimentos de ensino a partir de 16 de março, uma vez que as escolas são frequentadas por mais de 2 milhões de alunos.

## Cronologia

Organização das Nações Unidas para a Educação, a Ciência e a Cultura. (UNESCO)

- A 26 de janeiro, a China instituiu medidas para conter o surto de COVID-19, que incluíram alongar o feriado relativo ao Festival da Primavera para conter o surto. Universidades e escolas em todo o país fecharam.[24]
- A 23 de fevereiro, o Ministério da Saúde do Irão anunciou o fecho de universidades, instituições de ensino superior e escolas em várias cidades e províncias.[25]
- A 27 de fevereiro, o Primeiro Ministro Japonês Shinzo Abe decretou que todas as escolas fechariam a partir de 1 de Março, afectando 13 milhões de estudantes, aproximadamente.[26]
- A 3 de março, a UNESCO divulgou os primeiros números globais acerca do fecho de escolas e os alunos afetados. Informou que 13 países haviam adotado medidas preventivas, incluindo o fecho temporário de escolas e universidades, com um impacto de 290,5 milhões de estudantes em todo o mundo. A UNESCO incentivou os países a apoiar estudantes e famílias afetadas e facilitar programas de ensino à distância inclusivos em larga escala.[27]
- A 4 de março, o governo italiano ordenou o fecho total de todas as escolas e universidades em todo o país, quando a Itália atingiu 100 mortes.[28] Ao fazer isso, a Itália tornou-se um dos 22 países em três continentes que anunciaram ou implementaram o fecho de escolas.[27]
- A 5 de março, a maioria dos alunos afetados pelas medidas de emergência COVID-19 estava localizada na China, com 233 milhões de alunos afetados, seguidos pelo Japão com 16,5 milhões e pelo Irão, com 14,5 milhões.[29] Portugal entra em regime de fecho localizado de instituições de ensino. Mundialmente, a UNESCO conta com 339,281,976 estudantes afetados.[30]

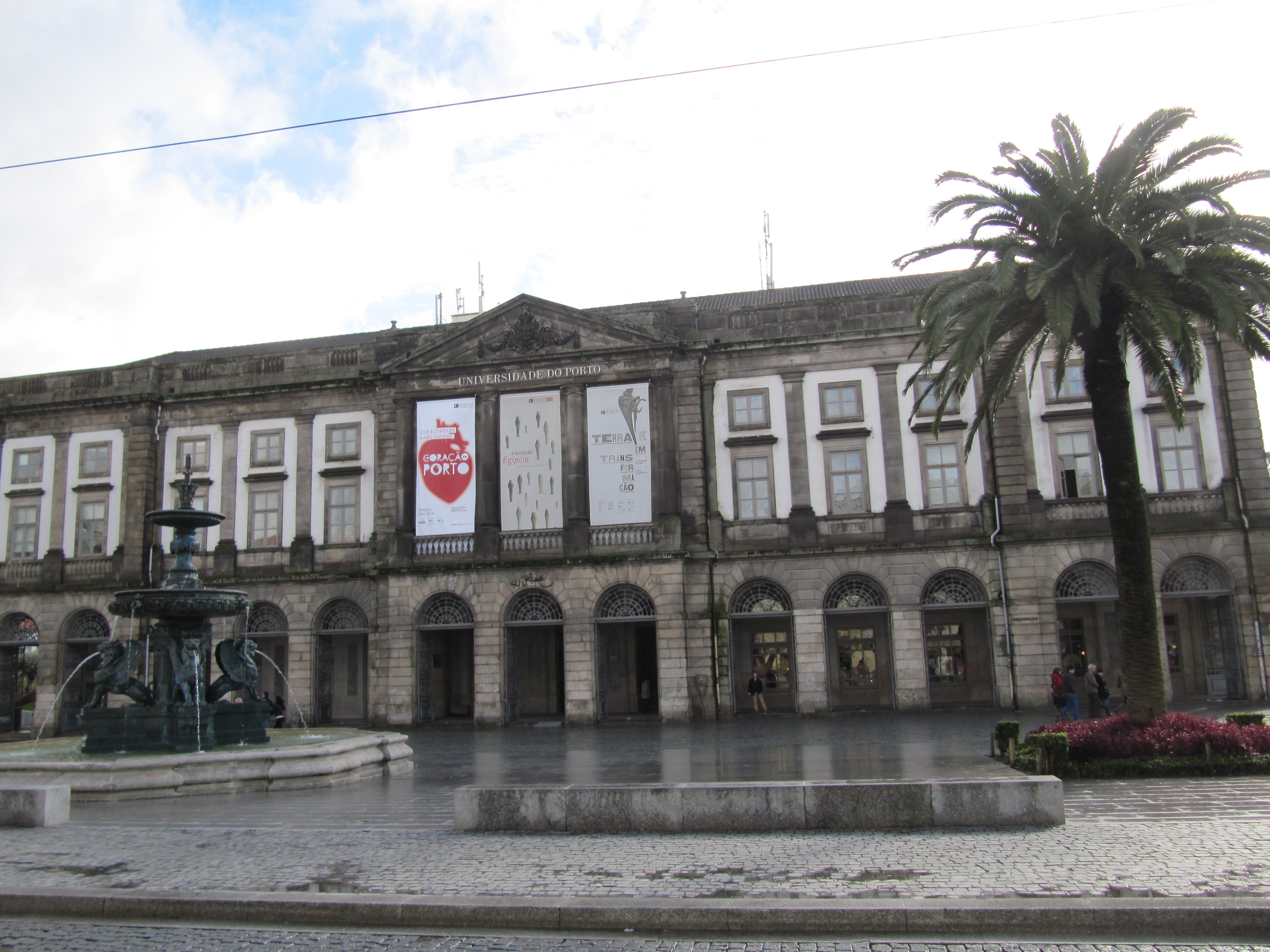
Reitoria da Universidade do Porto.

- A 10 de março, um em cada cinco estudantes, mundialmente, referia que "estaria ausente da escola devido à crise do COVID-19". Verificou-se ainda que um em cada quatro estudantes foi impedido de entrar em instituições de ensino superior.[31]
- A 11 de março, a Universidade do Porto suspendeu todas as atividades letivas presenciais, com efeitos a partir de 12 de Março, por tempo indeterminado. Implementaram meios de ensino à distância, tal como previsto no Plano de Contigência da Universidade do Porto, e suspenderam o funcionamento de bibliotecas e salas de estudo, assim como eventos e atividades desportivas e culturais.[32]

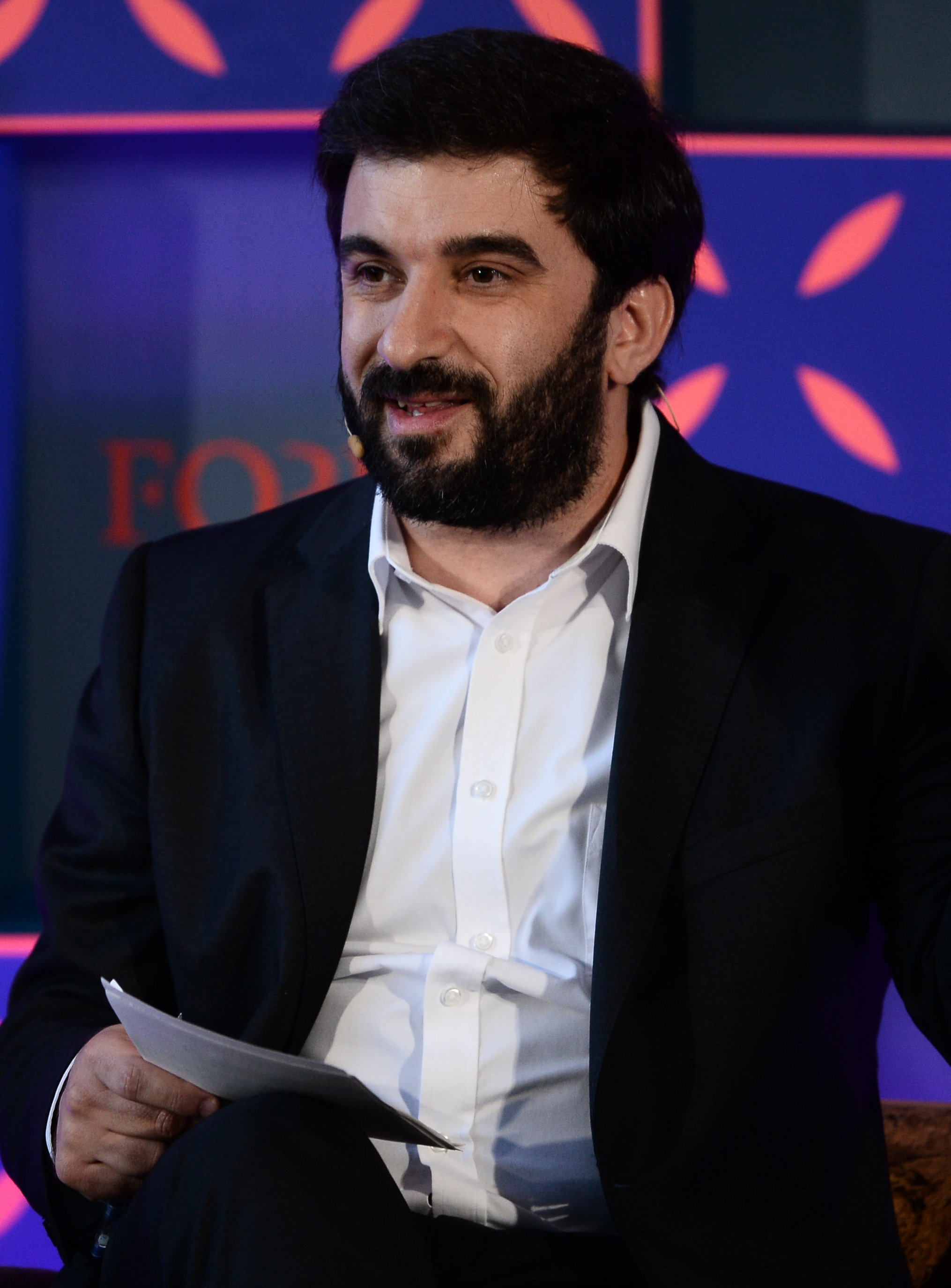
Tiago Brandão Rodrigues - Ministro da Educação de Portugal.

- A 13 de março, governos de 49 países anunciaram ou implementaram o fecho de escolas, incluindo 39 países que fecharam escolas em todo o país e 22 países com fecho de instituições escolares localizadas.[30] Em Portugal, o Ministro da Educação, Tiago Brandão Rodrigues, apresenta calendário escolar com encerramento de escolas.[33]
- A 15 de Março, a Bélgica anuncia o fecho de escolas nacionalmente.[34]
- A 16 de março, em relação a 13 de março, o número de países que anunciaram ou implementaram o fecho de escolas aumentou de 49 para 73 países, de acordo com a UNESCO.[30] Em França, todas as instituições de ensino superior fecharam, e os exames nacionais foram adiados.[35]
- No dia 18 de março de 2020 foi decretado o estado de emergência em Portugal, através do Decreto do Presidente da República n.º 14-A/2020, de 18 de março.[36]
- A 19 de março, 50% dos estudantes em todo o mundo foram afetados pelo fecho de escolas. Este número corresponde a 102 países com fechos nacionais de escolas e 11 países com fechos localizados, afetando 850 milhões de crianças e jovens.[37]
- A 20 de março, mais de 70% dos alunos do mundo foram afetados pelos fechos, com 124 fechos de escolas em todo o país.[30] Entre 20 de Março e 17 de Abril, a UNESCO disponibilizou acesso gratuito a seminários on-line com vários temas relacionados ao Ensino e respostas às limitações da pandemia, como estratégia para manter a continuidade da aprendizagem.[38] Todas as escolas do Reino Unido fecharam, com um sugestão possível de reabertura até 25 de maio.[39]
- A 26 de março, todas as escolas e universidades da Nova Zelândia foram fechadas em todo o país.[40][41] O governo impôs um período de férias letivas de duas semanas, permitindo às escolas fazer a transição para formas de ensino à distância o mais rápido possível.[40] As universidades fecharam por uma semana, mas continuaram com o ensino on-line posteriormente, enquanto outros serviços escolares permanecem abertos, mas o ensino é restrito ao ensino à distância.[41]
- A 27 de março, quase 90% da população estudantil do mundo não estava em regime de aulas presenciais.[42] As regiões com escolas que permanecem abertas incluem Taiwan, Singapura, Austrália, Suécia e alguns estados dos EUA.[42] O presidente dos EUA - Donald Trump - assinou o CARES Act, um fundo de assistência financeira de 2 triliões de dólares que inclui $30,75 biliões designados ao Fundo de Estabilização Educacional (Education Stabilization Fund).[43]
- A 29 de março, mais de 1,5 bilião de crianças e outros estudantes foram afetados pelo fecho de escolas em todo o país. Outros foram interrompidos por fechos localizados.[30]
- A 6 de abril, as férias eram prolongadas em todas as escolas secundárias do Turquemenistão - Uma ordem assinada pelo Ministério da Educação como medida preventiva visa impedir a propagação de doenças respiratórias relacionadas à pandemia de coronavírus da OMS.[44]

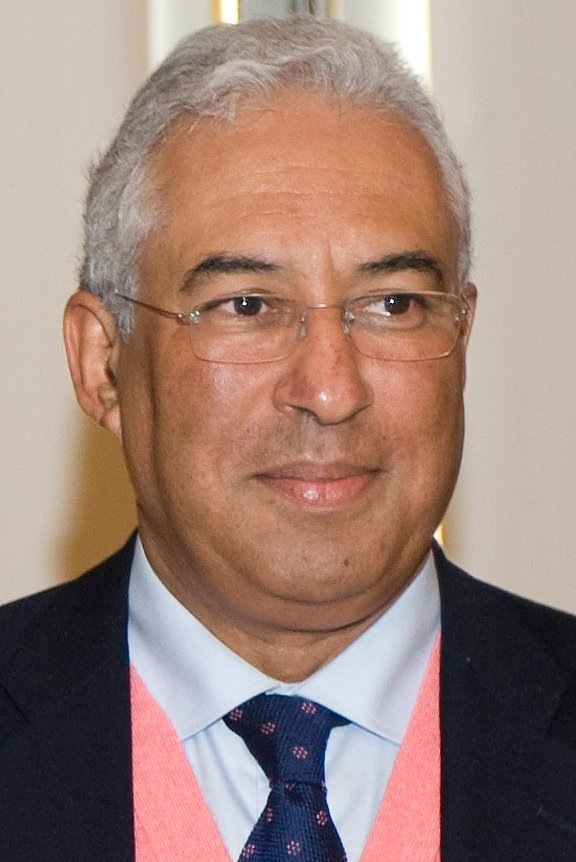
Primeiro-Ministro de Portugal - António Costa

- A 9 de abril, em Portugal, o Primeiro-Ministro António Costa anunciou que o terceiro período escolar se iniciaria «como previsto, no próximo dia 14, sem atividades letivas presenciais», no final do Conselho de Ministros que avaliou a decisão de suspender as aulas presenciais.[45]
- A 13 de Abril, a Direção-Geral da Educação e a Universidade Aberta disponibilizam a Formação para a Docência Digital e em Rede, dirigida a diretores escolares e extensível a mais dois professores por escola. A primeira edição teria início a 15 de abril e terminaria a 5 de maio.[46] A UNESCO informa que existem 1,576,615,423 estudantes afectados pela pandemia COVID-19. 192 países fecharam as instituições de ensino nacionalmente.[30]

| Grau de Ensino | Estudantes afectados (nº) |
| Pré-primário   | 253,959                   |
| Primário       | 457,677                   |
| Secundário     | 1,144,491                 |
| Terciário      | 346,963                   |

- A 16 de Abril, com 18841 casos confirmados e 629 óbitos por COVID-19 em Portugal, o Parlamento Português aprovou a renovação do estado de emergência até 2 de maio. PCP, IL e Joacine Katar Moreira votaram contra.[47] O Primeiro Ministro António Costa refere que “(...) temos a ambição de que em maio possamos ter aulas presenciais no 11.º e 12.º ano, mas temos também o dever de procurar ter a ambição de em maio reabrir as creches, que são fundamentais para apoiar famílias que estão com perdas de rendimento”. Nova Iorque estende "shutdown" até 15 de maio.[47]
- A 20 de abril, as aulas iniciam via televisiva (Telescola) em Portugal.[48] Estas aulas seriam diárias de segunda a sexta, das 9 da manhã às dez para as seis da tarde e terão conteúdos direcionados para os diferentes anos de escolaridade.[49][50]
- A 23 de abril, estabelece-se o plano de gradual regresso à normalidade em França, que inclui o reabrir das escolas a partir do dia 11 de maio. O porta-voz de Emmanuel Macron anuncia que a presença nas aulas será "voluntária".[51]

## Encerramento de escolas em todo o país
Inicialmente, o primeiro ministro António Costa considerava não existir razões para o encerramento de escolas, uma vez que o primeiro caso apenas foi confirmado a 2 de março de 2020, tendo, no entanto, desaconselhando viagens de finalistas ao estrangeiro.
Após a confirmação do primeiro caso de Covid19, assim como o surgimento de vários focos de infeção, incluindo em escolas, foi anunciado o encerramento das escolas. Fruto do chamado isolamento ou distanciamento social, visto como uma das principais medidas de prevenção comunitária para evitar a propagação do Covid-19, o governo português decretou, a 16 de março, o encerramento das creches, escolas e universidades de todo o país depois da resolução do Conselho de Ministros, que se seguiu a um parecer do Centro Europeu para Prevenção e Combate às Doenças. Este parecer incluía a recomendação do encerramento imediato dos estabelecimentos de ensino de todos os estados-membros da União Europeia, independentemente dos graus de ensino, sendo que os trabalhadores que tivessem de ficar em casa com os filhos até 12 anos teriam as faltas justificadas e apoio financeiro excepcional. No entanto, já a 7 de março tinham começado a fechar as primeiras escolas, nomeadamente na primeira zona vermelha da infeção – Lousada e Felgueiras no distrito do Porto, por indicação da Direção-Geral da Saúde.
Dos 3.500 estabelecimentos escolares do continente, cerca de 800 continuam em funcionamento para garantir as refeições de alunos mais carenciados e acolher os filhos de pessoal hospitalar e de emergência.
O 3.º período do ano letivo 2019/2020, até ao 9.º ano, fez-se com recurso ao ensino à distância, com avaliação, mas sem provas de aferição nem exames, mantendo-se os apoios às famílias com filhos menores de 12 anos. O apoio ao ensino à distância foi realizado através de emissões televisivas, a partir do dia 20, de forma a ser mais acessível a todos. Já o 11.º e 12.º anos tiveram a reabertura das aulas presenciais, com todos os cuidados necessários, de forma a que os alunos fossem preparados para os exames nacionais.
O ano letivo de 2020/2021 iniciou-se entre os dias 14 e 17 de setembro tendo terminado a 18 de dezembro, tal como previsto no calendário escolar, tendo decorrido dentro da normalidade esperada para uma situação pandémica: uso de máscaras, desinfeções permanentes e aulas em turnos.
A 22 de janeiro, as aulas do 2.º período, que tinham começado a dia 4 de janeiro de 2021, foram interrompidas até dia 5 de janeiro devido ao agravamento da situação pandémica. À data de 22 de janeiro registaram-se 13 987 novos casos, lamentando-se 234 mortes (DGS). As aulas serão retomadas a 8 de fevereiro, mas no regime de ensino à distância.
| Países e territórios | Países e territórios                    | Número de estudantes envolvidos desde o ensino pré-primário até ao ensino secundário | Número de estudantes envolvidos no ensino superior | Informação adicional | Para consulta                                         | Ref           |
| | Afeganistão                             | 9,608,795                                                                            | 370,61                                             | | 2020 coronavirus pandemic in Afghanistan              | [ 60 ]        |
| | África do Sul                           | 13,496,529                                                                           | 1,116,017                                          | O presidente Cyril Ramaphosa declarou um desastre nacional em resposta ao surto de COVID-19 e fechou todas as escolas até o final do feriado da Páscoa na África do Sul. Em 16 de março, o Ministro da Educação Superior, Ciência e Inovação deve anunciar medidas oficiais que afetam universidades e faculdades em todo o país em resposta a um estudante da Universidade Wits, em Joanesburgo, que deu positivo para o coronavírus. | 2020 coronavirus pandemic in South Africa             | [ 60 ]        |
| | Albânia                                 | 520,759                                                                              | 131,833                                            | Escolas foram fechadas durante duas semanas. | 2020 coronavirus pandemic in Albania                  | [ 60 ]        |
| | Alemanha                                | 12,291,001                                                                           | 3,091,694                                          | | 2020 coronavirus pandemic in Germany                  | [ 60 ]        |
| | Arábia Saudita                          | 6,789,773                                                                            | 1,620,491                                          | | 2020 coronavirus pandemic in Saudi Arabia             | [ 60 ]        |
| | Argélia                                 | 9,492,542                                                                            | 743,64                                             | | 2020 coronavirus pandemic in Algeria                  | [ 60 ]        |
| | Argentina                               | 11,061,186                                                                           | 3,140,963                                          | | 2020 coronavirus pandemic in Argentina                | [ 60 ]        |
| | Armênia                                 | 437,612                                                                              | 102,891                                            | | 2020 coronavirus pandemic in Armenia                  | [ 60 ]        |
| | Áustria                                 | 1,278,170                                                                            | 430,37                                             | Escolas foram fechadas. | 2020 coronavirus pandemic in Austria                  | [ 60 ]        |
| | Azerbaijão                              | 1,783,390                                                                            | 200,609                                            | | 2020 coronavirus pandemic in Azerbaijan               | [ 60 ]        |
| | Bahrain                                 | 247,489                                                                              | 44,94                                              | | 2020 coronavirus pandemic in Bahrain                  | [ 60 ]        |
| | Bangladesh                              | 36,786,304                                                                           | 3,150,539                                          | | 2020 coronavirus pandemic in Bangladesh               | [ 60 ]        |
| | Bélgica                                 | 2,457,738                                                                            | 526,72                                             | Estão fechadas mas os infantários continuam abertos. | 2020 coronavirus pandemic in Belgium                  | [ 60 ]        |
| | Bolívia                                 | 2,612,837                                                                            | a                                                  | | 2020 coronavirus pandemic in Bolivia                  | [ 60 ]        |
| | Bósnia e Herzegovina                    | 428,099                                                                              | 95,142                                             | Escolas e universidades estão fechadas. | 2020 coronavirus pandemic in Bosnia and Herzegovina   | [ 60 ]        |
| | Bulgária                                | 974,469                                                                              | 249,937                                            | Escolas e universidades estão fechadas. | 2020 coronavirus pandemic in Bulgaria                 | [ 60 ]        |
| | Burkina Faso                            | 4,568,998                                                                            | 117,725                                            | | 2020 coronavirus pandemic in Burkina Faso             | [ 60 ]        |
| | Cambójia                                | 3,310,778                                                                            | 211,484                                            | | 2020 coronavirus pandemic in Cambodia                 | [ 60 ]        |
| | Catar                                   | 309,856                                                                              | 33,668                                             | | 2020 coronavirus pandemic in Qatar                    | [ 60 ]        |
| | Cazaquistão                             | 4,375,239                                                                            | 685,045                                            | | 2020 coronavirus pandemic in Kazakhstan               | [ 60 ]        |
| | Chile                                   | 3,652,100                                                                            | 1,238,992                                          | O presidente chileno, Sebastian Pinera, anunciou que as escolas em todo o país fechariam apenas se ocorressem casos confirmados de coronavírus entre os estudantes. | 2020 coronavirus pandemic in Chile                    | [ 60 ]        |
| · | China (incluindo Hong Kong e Macau)b    | 233,169,621                                                                          | 42,266,464                                         | Como país de origem do vírus, a China foi o primeiro país a exigir o fecho das escolas. Após o feriado do Festival da Primavera, a China pediu a seus quase 200 milhões de estudantes que ficassem em casa e continuassem o ensino em modelo on-line. Segundo a UNESCO, a partir de 13 de março, a China começou a reabrir escolas, embora a maioria permaneça fechada. 2020 coronavirus pandemic in Macau | [ 60 ]                                                |               |
| | Chipre                                  | 135,354                                                                              | 45,263                                             | | 2020 coronavirus pandemic in Cyprus                   | [ 60 ]        |
| | Singapura                               | -                                                                                    | -                                                  | As escolas estão a dar, maioritariamente, continuidade ao ensino via online, sendo que permanecem abertas apenas para pais que não conseguem encontrar acomodações alternativas para seus filhos. | 2020 coronavirus pandemic in Singapore                | [ 60 ]        |
| | Colômbia                                | 9,124,862                                                                            | 2,408,041                                          | |                                                       | [ 60 ]        |
| | Costa do Marfim                         | 6,120,918                                                                            | 217,914                                            | | 2020 coronavirus pandemic in Ivory Coast              | [ 60 ]        |
| | Costa Rica                              | 1,100,782                                                                            | 216,7                                              | | 2020 coronavirus pandemic in Costa Rica               | [ 60 ]        |
| | Croácia                                 | 621,991                                                                              | 165,197                                            | Escolas e universidades estão fechadas. | 2020 coronavirus pandemic in Croatia                  | [ 60 ]        |
| | Dinamarca                               | 1,185,564                                                                            | 312,379                                            | Escolas e universidades estão fechadas. | 2020 coronavirus pandemic in Denmark                  | [ 60 ]        |
| | Egito                                   | 23,157,420                                                                           | 2,914,473                                          | Estudantes do 1.º primário até ao 3.º preparatório vão ter aulas a partir de casa. O 1.º e o 2.º secundário vão ter os exames a partir de casa enquanto que os do 3.º secundário vão ter os exames na escolha. | 2020 coronavirus pandemic in Egypt                    | [ 60 ]        |
| | El Salvador                             | 1,414,326                                                                            | 190,519                                            | O presidente salvadorenho Nayib Bukele ordenou que todas as escolas fechassem por três semanas, seguindo medidas semelhantes no Peru e no Panamá. | 2020 coronavirus pandemic in El Salvador              | [ 60 ]        |
| | Emirados Árabes Unidos                  | 1,170,565                                                                            | 191,794                                            | Todas as escolas e faculdades públicas e privadas foram instruídas a fechar por quatro semanas a partir do domingo, 8 de março. | 2020 coronavirus pandemic in the United Arab Emirates | [ 60 ]        |
| | Equador                                 | 4,462,460                                                                            | 320,765                                            | | 2020 coronavirus pandemic in Ecuador                  | [ 60 ]        |
| | Eslováquia                              | 832,055                                                                              | 156,048                                            | Escolas e universidades estão fechadas. | 2020 coronavirus pandemic in Slovakia                 | [ 60 ]        |
| | Eslovénia                               | 332,677                                                                              | 79,547                                             | | 2020 coronavirus pandemic in Slovenia                 | [ 60 ]        |
| | Espanha                                 | 7,696,101                                                                            | 2,010,183                                          | Escolas estão fechadas. | 2020 coronavirus pandemic in Spain                    | [ 60 ]        |
| | Estónia                                 | 224,987                                                                              | 47,794                                             | Escolas estão fechadas. | 2020 coronavirus pandemic in Estonia                  | [ 60 ]        |
| | Etiópia                                 | 23,929,322                                                                           | 757,175                                            | A Etiópia fechou todas as escolas e proibiu todas as reuniões públicas. | 2020 coronavirus pandemic in Ethiopia                 | [ 60 ]        |
| | Fiji                                    | 421,329                                                                              | 32,565                                             | Todas as escolas e universidades foram fechadas indefinidamente. | 2020 coronavirus pandemic in Fiji                     | [ 60 ]        |
| | Filipinas                               | 24,861,728                                                                           | 3,589,484                                          | Escolas e universidades estão fechadas. | 2020 coronavirus pandemic in the Philippines          | [ 60 ]        |
| · | Finlândia                               |                                                                                      |                                                    | A educação pré-primária e as séries 1–3 continuarão para os filhos de pais que trabalham em setores críticos para o funcionamento da sociedade, bem como para crianças com necessidades especiais, do pré-primário ao ensino médio. A Educação e os Cuidados na Primeira Infância serão fornecidos a todas as crianças cujos pais não possam providenciar os respetivos cuidados em casa. Nos restantes níveis de ensino, o ensino por contacto pode continuar, se considerado necessário para a conclusão dos estudos. | 2020 coronavirus pandemic in Finland                  | [ 60 ]        |
| | França                                  | 12,929,509                                                                           | 2,532,831                                          | Escolas estão fechadas. | 2020 coronavirus pandemic in France                   | [ 60 ]        |
| | Gabão                                   | 468,362                                                                              | 10,076                                             | | 2020 coronavirus pandemic in Gabon                    | [ 60 ]        |
| | Gana                                    | 9,253,063                                                                            | 443,693                                            | | 2020 coronavirus pandemic in Ghana                    | [ 60 ]        |
| | Geórgia                                 | 732,451                                                                              | 151,226                                            | | 2020 coronavirus pandemic in Georgia                  | [ 60 ]        |
| | Granada                                 | 26,028                                                                               | 9,26                                               | | 2020 coronavirus pandemic in Grenada                  | [ 60 ]        |
| | Grécia                                  | 1,469,505                                                                            | 735,027                                            | Escolas e universidades estão fechadas. | 2020 coronavirus pandemic in Greece                   | [ 60 ]        |
| | Guatemala                               | 4,192,944                                                                            | 366,674                                            | | 2020 coronavirus pandemic in Guatemala                | [ 60 ]        |
| | Guiné Equatorial                        | 160,019                                                                              | a                                                  | | 2020 coronavirus pandemic in Equatorial Guinea        | [ 60 ]        |
| | Honduras c                              | 2,018,314                                                                            | 266,908                                            | Anunciou fecho das escolas por duas semanas. | 2020 coronavirus pandemic in Honduras                 | [ 60 ]        |
| | Hungria                                 | 1,504,740                                                                            | 287,018                                            | Escolas e universidades estão fechadas. | 2020 coronavirus pandemic in Hungary                  | [ 60 ]        |
| | Iémen                                   | 5,852,325                                                                            | 267,498                                            | | 2020 coronavirus pandemic in Yemen                    | [ 60 ]        |
| | Ilhas Cayman                            | 9,182                                                                                | a                                                  | | 2020 coronavirus pandemic in the Cayman Islands       | [ 60 ]        |
| | Indonésia                               | 60,228,569                                                                           | 8,037,218                                          | | 2020 coronavirus pandemic in Indonesia                | [ 60 ]        |
| | Irã (República Islâmica do Irã)         | 14,561,998                                                                           | 4,073,827                                          | A 23 de fevereiro, o Ministério da Saúde do Irã anunciou o fecho de universidades, instituições de ensino superior e escolas em várias cidades e províncias. | 2020 coronavirus pandemic in Iran                     | [ 60 ]        |
| | Iraque                                  | 7,010,788                                                                            | 424,908                                            | | 2020 coronavirus pandemic in Iraq                     | [ 60 ]        |
| | Irlanda                                 | 1,064,091                                                                            | 255,031                                            | Escolas, faculdades e instalações de acolhimento de crianças estão fechadas em todo o país até pelo menos 19 de abril. | 2020 coronavirus pandemic in Ireland                  | [ 60 ]        |
| | Islândia                                | 80,257                                                                               | 17,967                                             | Escolas estão fechadas. | 2020 coronavirus pandemic in Iceland                  | [ 60 ]        |
| | Israel                                  | 2,271,426                                                                            | 210,041                                            | | 2020 coronavirus pandemic in Israel                   | [ 60 ]        |
| | Itália                                  | 9,039,741                                                                            | 1,837,051                                          | A Itália fechou todas as escolas e universidades até pelo menos 15 de março. | 2020 coronavirus pandemic in Italy                    | [ 60 ]        |
| | Jamaica                                 | 552,619                                                                              | 74,537                                             | | 2020 coronavirus pandemic in Jamaica                  | [ 60 ]        |
| | Japãod                                  | 16,496,928                                                                           | --                                                 | A 27 de fevereiro de 2020, o primeiro-ministro Shinzo Abe solicitou que todas as escolas japonesas de ensino fundamental e médio fechassem até o início de abril para ajudar a conter o vírus. Essa decisão veio dias depois que o conselho educacional de Hokkaido pediu o fecho temporário de 1.600 escolas públicas e privadas. As escolas maternais foram excluídas da solicitação de fecho em todo o país. Em 5 de março, 98,8% de todas as escolas primárias municipais atendiam à solicitação de Abe, resultando em 18.923 encerramentos de escolas. | 2020 coronavirus pandemic in Japan                    | [ 60 ]        |
| | Jordânia                                | 2,051,840                                                                            | 320,896                                            | A 14 de março de 2020, o governo jordaniano impôs medidas para combater o surto, incluindo um bloqueio mais rígido que fecha todas as fronteiras e proíbe todos os voos de entrada e saída, fechando escolas e universidades por duas semanas e proibindo orações diárias em mesquitas. O ministro da Educação anunciou o lançamento de canais de TV para transmitir aulas para estudantes do ensino médio. Escolas e universidades particulares anunciaram horários de ensino on-line usando diferentes canais. | 2020 coronavirus pandemic in Jordan                   | [ 60 ]        |
| | Kuwait                                  | 632,988                                                                              | 116,336                                            | |                                                       | [ 60 ]        |
| | Lesoto                                  | 313,868                                                                              | 82,914                                             | Declarou uma emergência nacional em 18 de março e fechou as escolas até 17 de abril. | 2020 coronavirus pandemic in Lesotho                  | [ 60 ]        |
| | Letónia                                 | 313,868                                                                              | 82,914                                             | Escola estão fechadas até dia 14 de abril. | 2020 coronavirus pandemic in Latvia                   | [ 60 ]        |
| | Líbano                                  | 1,132,178                                                                            | 231,215                                            | | 2020 coronavirus pandemic in Lebanon                  | [ 60 ]        |
| | Líbia                                   | 1,510,198                                                                            | 375,028                                            | | 2020 coronavirus pandemic in Libya                    | [ 60 ]        |
| | Lituânia                                | 460,257                                                                              | 125,863                                            | Os infantários fecharam. Escolas, faculdades e universidades implementam ensino a distância. | 2020 coronavirus pandemic in Lithuania                | [ 60 ]        |
| | Luxemburgo                              | 102,839                                                                              | 7,058                                              | Escolas estão fechadas. | 2020 coronavirus pandemic in Luxembourg               | [ 60 ]        |
| | Macedônia do Norte                      | 298,135                                                                              | 61,488                                             | Escolas e universidades estão fechadas. | 2020 coronavirus pandemic in North Macedonia          | [ 60 ]        |
| | Malásia                                 | 6,677,157                                                                            | 1,284,876                                          | Escolas e universidades estão fechadas de 18 a 31 de março. | 2020 coronavirus pandemic in Malaysia                 | [ 60 ]        |
| | Marrocos                                | 7,886,899                                                                            | 1,056,257                                          | | 2020 coronavirus pandemic in Morocco                  | [ 60 ]        |
| | Mauritânia                              | 928,218                                                                              | 19,371                                             | | 2020 coronavirus pandemic in Mauritania               | [ 60 ]        |
| | México                                  | 33,159,363                                                                           | 4,430,248                                          | Várias universidades, incluindo a UNAM e a Tec de Monterrey, mudaram para o ensino virtuais a 13 de março de 2020. No dia seguinte, a Secretaria de Educação Pública (SEP) anunciou que todos os eventos desportivos e cívicos nas escolas seriam cancelados. A 14 de março, a Secretaria de Educação anunciou que as férias da Páscoa, originalmente planejadas de 6 a 17 de abril, seriam estendidas de 20 de março a 20 de abril como medida preventiva. No mesmo dia, a Universidade Autônoma de Nuevo León (UANL) (a terceira maior universidade do país em termos de população estudantil) suspendeu as aulas para seus mais de 206.000 estudantes, com início a 17 de março e término indefinido. | 2020 coronavirus pandemic in Mexico                   | [ 60 ]        |
| | Mongólia                                | 870,962                                                                              | 155,248                                            | | 2020 coronavirus pandemic in Mongolia                 | [ 60 ]        |
| | Montenegro                              | 111,863                                                                              | 23,826                                             | | 2020 coronavirus pandemic in Montenegro               | [ 60 ]        |
| | Namíbia                                 | 689,52                                                                               | 56,046                                             | Todas as escolas foram fechadas por um mês a 14 de março de 2020. Embora isso não se aplique automaticamente às universidades, elas também suspenderam o ensino presencial. | 2020 coronavirus pandemic in Namibia                  | [ 60 ] [ 60 ] |
| | Noruega                                 | 1,073,521                                                                            | 284,042                                            | Escolas estão fechadas. | 2020 coronavirus pandemic in Norway                   | [ 60 ] [ 60 ] |
| | Países Baixos                           | 3,336,544                                                                            | 875,455                                            | A 12 de março, todas as universidades holandesas suspenderam o ensino físico até 1.º de abril, mas o ensino on-line continuará. | 2020 coronavirus pandemic in the Netherlands          | [ 60 ]        |
| | Palestina                               | 1,404,021                                                                            | 222,336                                            | | 2020 coronavirus pandemic in Palestine                | [ 60 ]        |
| · | Panamá                                  | 837,246                                                                              | 161,102                                            | A ministra da Educação do Panamá, Maruja Gorday, anunciou a suspensão das aulas em escolas públicas e privadas em grande parte do país, começando em 11 de março e estendendo-se pelo menos até 7 de abril. | 2020 coronavirus pandemic in Panama                   | [ 60 ]        |
| | Paquistão                               | 44,925,306                                                                           | 1,878,101                                          | | 2020 coronavirus pandemic in Pakistan                 | [ 60 ]        |
| | Paraguai                                | 1,519,678                                                                            | 225,211                                            | | 2020 coronavirus pandemic in Paraguay                 | [ 60 ]        |
| | Peru                                    | 8,015,606                                                                            | 1,895,907                                          | | 2020 coronavirus pandemic in Peru                     | [ 60 ]        |
| | Polônia                                 | 6,003,285                                                                            | 1,550,203                                          | Escolas e universidades estão fechadas. | 2020 coronavirus pandemic in Poland                   | [ 60 ]        |
| | Portugal                                | 2,028,254                                                                            | 346,963                                            | Escolas e universidades estão fechadas. A suspensão de toda a atividade escolar letiva e não letiva presencial foi uma das principais medidas extraordinárias de contenção e mitigação adotadas pelo Conselho de Ministros. Antes, já as principais universidades do país tinham decidido por sua iniciativa parar as aulas presenciais. | 2020 coronavirus pandemic in Portugal                 | [ 60 ]        |
| | Quénia                                  | 13,751,830                                                                           | 562,521                                            | | 2020 coronavirus pandemic in Kenya                    | [ 60 ]        |
| | Quirguistão                             | 1,443,925                                                                            | 217,693                                            | | 2020 coronavirus pandemic in Kyrgyzstan               | [ 60 ]        |
| | Reino Unido                             |                                                                                      |                                                    | Foi anunciado no dia 18 de março que todas as escolas do Reino Unido encerrariam no dia 20 (final da semana de trabalho) para todas, exceto para as crianças e alunos mais vulneráveis cujos pais estavam a trabalhar na linha da frente ao combate do coronavírus. | 2020 coronavirus pandemic in the United Kingdom       | [ 60 ]        |
| | República Árabe da Síria                | 3,491,113                                                                            | 697,415                                            | | 2020 coronavirus pandemic in Syria                    | [ 60 ]        |
| | República Checa                         | 1,715,890                                                                            | 352,873                                            | Escolas e universidades estão fechadas. |                                                       | [ 60 ]        |
| | República da Coreiae                    | 7,044,963                                                                            | 3,136,395                                          | | 2020 coronavirus pandemic in South Korea              | [ 60 ]        |
| | República da Moldava                    | 498,881                                                                              | 87,277                                             | Escolas e universidades estão fechadas. | 2020 coronavirus pandemic in Moldova                  | [ 60 ]        |
| Coreia do Norte | República Popular Democrática da Coreia | 4,229,170                                                                            | 526,4                                              | | 2020 coronavirus pandemic in North Korea              | [ 60 ]        |
| | Romêniaf                                | 2,951,879                                                                            | --                                                 | Escolas estão fechadas. | 2020 coronavirus pandemic in Romania                  | [ 60 ]        |
| | Ruanda                                  | 3,388,696                                                                            | 75,713                                             | | 2020 coronavirus pandemic in Rwanda                   | [ 60 ]        |
| · | Rússia                                  | --                                                                                   | --                                                 | Em 14 de março, o Ministério da Educação da Rússia aconselhou as escolas de todo o país a adotarem um modelo de ensino via on-line "conforme apropriado". A região de Moscou introduziu políticas flexíveis de participação nas escolas públicas e jardins de infância da área, no entanto, todas as aulas regulares nas escolas continuariam normalmente e as crianças que optassem por ficar em casa, a critério dos pais, aprenderiam on-line. No dia seguinte, escolas particulares em Moscou foram instadas a suspender as operações por duas semanas, enquanto várias escolas localizadas dentro de embaixadas estrangeiras em Moscou eram aconselhadas a entrar em quarentena de duas semanas. O médico sanitário-chefe de Moscou assinou um decreto proibindo visitantes de internatos e orfanatos. Em 16 de março, Moscou estendeu as medidas para o fecho de escolas públicas, universidades, escolas de atletismo e instituições de ensino complementar de 21 de março a 12 de abril. Quarentena em todas as escolas russas desde 23 de março. | 2020 coronavirus pandemic in Russia                   | [ 60 ]        |
| | Santa Arábia                            | 30,925                                                                               | 2,237                                              | |                                                       | [ 60 ]        |
| | Senegal                                 | 3,475,647                                                                            | 184,879                                            | | 2020 coronavirus pandemic in Senegal                  | [ 60 ]        |
| | Sérvia                                  | 964,796                                                                              | 256,172                                            | Escolas estão fechadas. | 2020 coronavirus pandemic in Serbia                   | [ 60 ]        |
| | Sri Lanka                               | 4,917,578                                                                            | 300,794                                            | O governo ordenou o fecho de escolas de 12 de março a 20 de abril, o que também marca o fim do primeiro mandato. As aulas particulares e os tutoriais também estão fechados por duas semanas até 26 de março. | 2020 coronavirus pandemic in Sri Lanka                | [ 60 ]        |
| | Sudão                                   | 8,171,079                                                                            | 653,088                                            | | 2020 coronavirus pandemic in Sudan                    | [ 60 ]        |
| | Suíça                                   | 1,289,219                                                                            | 300,618                                            | Escolas estão fechadas. | 2020 coronavirus pandemic in Switzerland              | [ 60 ]        |
| | Tailândia                               | 12,990,728                                                                           | 2,410,713                                          | | 2020 coronavirus pandemic in Thailand                 | [ 60 ]        |
| | Trindade e Tobago                       | 260,439                                                                              | 16,751                                             | | 2020 coronavirus pandemic in Trinidad and Tobago      | [ 60 ]        |
| | Tunísia                                 | 2,479,163                                                                            | 272,261                                            | | 2020 coronavirus pandemic in Tunisia                  | [ 60 ]        |
| | Turquia                                 | 17,702,938                                                                           | 7,198,987                                          | Ensino exclusivo via on-line desde 23 de março. Atividades envolvendo o ensino e / ou trabalho de campo foram adiadas. | 2020 coronavirus pandemic in Turkey                   | [ 60 ]        |
| | Ucrânia                                 | 5,170,368                                                                            | 1,614,636                                          | Escolas estão fechadas. | 2020 coronavirus pandemic in Ukraine                  | [ 60 ]        |
| | Uzbequistão                             | 7,174,483                                                                            | 299,634                                            | | 2020 coronavirus pandemic in Uzbekistan               | [ 60 ]        |
| | Venezuela                               | 6,866,822                                                                            | a                                                  | O presidente Nicolas Maduro emitiu uma "quarentena coletiva" em sete estados da Venezuela e suspendeu as aulas nas escolas e universidades. | 2020 coronavirus pandemic in Venezuela                | [ 60 ]        |
| | Zâmbia                                  | 3,955,937                                                                            | 56,68                                              | | 2020 coronavirus pandemic in Zambia                   | [ 60 ]        |
| Total | Total                                   | 831,021,742                                                                          | 128,207,915                                        | |                                                       |               |
| Notas |                                         |                                                                                      |                                                    | |                                                       |               |
| a Bolívia, Ilhas Cayman, Guiné Equatorial, Venezuela: dados sobre inscrições em programas de ensino superior não estão disponíveis. |                                         |                                                                                      |                                                    | |                                                       |               |
| b China: as escolas começaram a abrir, mas a maioria permanece fechada.                                                             |                                         |                                                                                      |                                                    | |                                                       |               |
| c Honduras: Enquanto todas as escolas estão abertas, as universidades têm a opção de permanecer abertas ou não.                     |                                         |                                                                                      |                                                    | |                                                       |               |
| d Japão: Universidades atualmente em férias escolares e, portanto, encerramentos não relacionados ao coronavírus.                   |                                         |                                                                                      |                                                    | |                                                       |               |
| e República da Coreia: As universidades adiaram o início do ano acadêmico em duas semanas para 16 de março.                         |                                         |                                                                                      |                                                    | |                                                       |               |
| f Roménia: A maioria das universidades permanece aberta.                                                                            |                                         |                                                                                      |                                                    | |                                                       |               |

### Fechamento escolar localizado
Em 20 de abril de 2020, 8 países fecharam escolas localmente. A UNESCO estima que 1,575,270,054 alunos estão potencialmente em risco (do ensino pré-primário ao ensino médio) e 77.938.904 alunos estão potencialmente em risco no ensino superior.
| País           | Região / s | Veja também                                     | Ref.   |
| Austrália      | A Austrália não fechou escolas ou universidades de acordo com o conselho do Comitê Principal de Proteção à Saúde da Austrália. Algumas escolas particulares e independentes optaram por fechar. De 22 a 23 de março, os governos estaduais de Victoria e do Território da Capital Australiana contradizeram as recomendações do governo federal ao aprovar o fechamento de escolas, enquanto o governo do estado de Nova Gales do Sul incentivou os alunos a ficar em casa, se possível. Muitas universidades fecharam temporariamente e fizeram a transição para o aprendizado on - line. Os 6 Estados e 2 Territórios estão implementando políticas diferentes, como antecipar férias escolares, implementar escolas sem estudantes ou fechar escolas em algumas regiões | Pandemia de coronavírus 2020 na Austrália       | [ 60 ] |
| Butão          | Distritos de Thimbu, Paro e Punakha | Pandemia de coronavírus 2020 no Butão           | [ 60 ] |
| Brasil         | Em 16 de março, o Brasil tem mais casos confirmados de coronavírus do que qualquer outro país da América Latina, no entanto, o presidente Jair Bolsonaro emitiu poucas medidas em todo o país para retardar a propagação do vírus. Como o presidente e o governo federal deixaram de agir em relação à pandemia e, a partir de 18 de março, não haviam decidido cancelar as aulas em todo o país, instâncias inferiores de governo agiram de forma autônoma. Escolas estaduais, municipais, instituições privadas e universidades agiram de maneira diferente em relação à suspensão de aulas de uma só vez, gradualmente ou de maneira alguma, e entre a substituição de aulas pela educação a distânciaou simplesmente adiando-os. Por esse motivo, existem apenas fechamentos de escolas "localizados" (em oposição a "nacionais") a partir de 20 de março, segundo a UNESCO. Estados como São Paulo, Rio de Janeiro e Pernambuco cancelaram aulas nas escolas estaduais, mas algumas escolas municipais continuam tendo aulas normalmente mesmo nesses estados. estado de Minas Gerais inicialmente cancelou as aulas para escolas públicas por apenas três dias e em 18 de março, o governador do estado anunciou que as aulas na região da capital do estado Belo Horizonte eram canceladas indefinidamente, porque havia transmissão comunitária confirmada na região, mas o restante do estado continuaria tendo aulas normalmente até novo aviso. Em São Paulo, as aulas estão sendo canceladas gradualmente, para que os pais tenham tempo para encontrar soluções que não envolvam deixar as crianças ficarem com os avós. Entre 16 e 20 de março, os alunos poderiam ir às aulas, mas os ausentes não seriam penalizados. As aulas foram canceladas indefinidamente a partir de 23 de março. Em relação à segurança alimentar dos estudantes, algumas escolas municipais e estaduais anunciaram "kits alimentares" para coleta semanal, como em Recife ou que algumas escolas selecionadas permaneceriam abertas para os alunos almoçarem, como no Espírito Santo. No ensino superior, a Unicamp foi a primeira universidade do país a cancelar todas as aulas, a partir de 13 de março. Inicialmente, as aulas foram canceladas até 31 de março, mas depois a universidade prorrogou a suspensão até 12 de abril. Em 11 de março, um aluno da USP foi confirmado com a doença, levando um departamento a cancelar as aulas por um único dia, e foi somente em 17 de março que toda a universidade cancelou as aulas. Muitas universidades em todo o país cancelaram aulas, como a UFV (desde 16 de março) e a UNILA (desde 17 de março) mas outras permanecem abertas. Na cidade de São Paulo, que abriga metade dos 120.000 judeus do Brasil, as escolas judaicas fecharam e algumas estão dando aulas remotamente por vídeo. No Rio de Janeiro, as escolas judaicas também fecharam na ausência de uma decisão estadual em relação ao fechamento das escolas públicas e privadas do Rio. | Pandemia de coronavírus 2020 no Brasil          | [ 60 ] |
| Canadá         | Em 16 de março de 2020, o primeiro-ministro canadense Justin Trudeau instou os canadenses a ficar em casa e fechou suas fronteiras para todos os estrangeiros, exceto para os cidadãos dos EUA. Em 16 de março, no nível provincial e territorial, todas as escolas estão fechadas devido à pandemia de coronavírus em 2020 no Canadá, com exceção da Colúmbia Britânica e Yukon. No entanto, as escolas Yukon começou seu spring break 16 de Março e em 18 de março de 2020, o fechamento foi prorrogada até 15 de abril de 2020. A Universidade de British Columbia, Universidade Simon Fraser, e o Colégio Emily Carr de Arte transferida para aulas on-line em 16 de março e em 17 de março, as escolas de ensino fundamental e médio na Colúmbia Britânica foram suspensas por tempo indeterminado. As dez províncias e os três territórios ordenaram o fechamento de instituições de ensino, com datas variáveis, que em alguns casos coincidem com a interrupção do prazo e, portanto, não estão relacionadas à COVID-19. | Pandemia de coronavírus 2020 no Canadá          |        |
| Dinamarca      | As escolas começarão a reabrir gradualmente, começando pelas séries iniciais. |                                                 | [ 60 ] |
| Gronelândia    | As escolas começarão a reabrir gradualmente, começando pelas séries iniciais. |                                                 | [ 60 ] |
| Índia          | Em 16 de março, a Índia declarou um bloqueio em todo o país de escolas e faculdades. Em 19 de março, a Comissão de Subsídios da Universidade pediu às universidades que adiassem os exames para 31 de março. Os exames realizados pelos conselhos da CBSE e do ICSE também foram adiados para 31 de março. | Pandemia de coronavírus 2020 na Índia           | [ 60 ] |
| Japão          | Quase metade das escolas primárias e secundárias reabriram. |                                                 |        |
| Suécia         | As escolas permaneceram abertas. Em 17 de março, o governo da Suécia declarou que as escolas secundárias, as escolas profissionais e as universidades permanecerão fechadas e recomendou aulas continuadas por educação a distância. | Pandemia de coronavírus 2020 na Suécia          | [ 60 ] |
| Estados Unidos | Em 21 de março de 2020, mais de 118.000 escolas públicas nos Estados Unidos haviam fechado, afetando quase 54 milhões de estudantes. 46 estados e Washington DC implementaram fechamentos de escolas em todo o estado. Em 13 de março, a Virgínia instalou o período mais longo de fechamento de escolas, estendendo-se até o início do ano letivo de 2020–21. O presidente dos EUA, Donald Trump, anunciou sua intenção de renunciar a todos os juros de empréstimos federais para estudantes, mas poucas informações adicionais foram compartilhadas, fornecendo detalhes sobre o plano. O governo de Guam fechou por 14 dias, incluindo todas as escolas, a partir de 16 de março um dia após relatar seus três primeiros casos de COVID-19. A maioria dos Estados determinou o fechamento de escolas, inclusive até o final do ano acadêmico de junho. Alguns Estados, no entanto, recomendaram, mas não determinaram o fechamento de escolas. | Pandemia de coronavírus 2020 nos Estados Unidos | [ 60 ] |
| Uruguai        | A partir de 14 de março, o Uruguai somente fechará as escolas em caso de casos registrados de coronavírus entre os estudantes. A Universidade da República cancelou as aulas em 13 de março de 2020, e o governo anunciou uma suspensão de duas semanas nas escolas públicas e privadas no sábado, 14 de março. As escolas permaneceriam abertas para fornecer refeições aos alunos, mas sem aulas. | Pandemia de coronavírus 2020 no Uruguai         | [ 60 ] |
| Vietnã         | Todas as escolas pré-primárias, primárias e secundárias no Vietnã; e todas as instituições do ensino médio na cidade de Hanói, Cidade de Ho Chi Minh, Da Nang e Hai Phong, além das províncias de Kon Tum, Lai Chau, Lao Cai, Quang Nam, Quang Ninh, Son La, Thua Thien Hue, Tien Giang e Yen Bai. | Pandemia de coronavírus 2020 no Vietnã          | [ 60 ] |

Nota: Os valores correspondem ao número total de alunos matriculados nos níveis de ensino pré-primário, primário, secundário secundário e secundário superior [níveis CITE 0 a 3], bem como nos níveis de ensino superior [níveis CITE 5 a 8] quem pode ser afetado caso os fechamentos localizados se tornem em todo o país. Números de inscrição com base nos dados mais recentes do Instituto de Estatística da UNESCO.
Portugal mantém escolas fechadas até setembro, até ao fim do ano letivo, os alunos vão ter aulas à distância através da RTP Memória. Os exames de acesso à universidade vão ser adiados e os do 9.º ano nem sequer se realizam.

## Consequências do encerramento das escolas

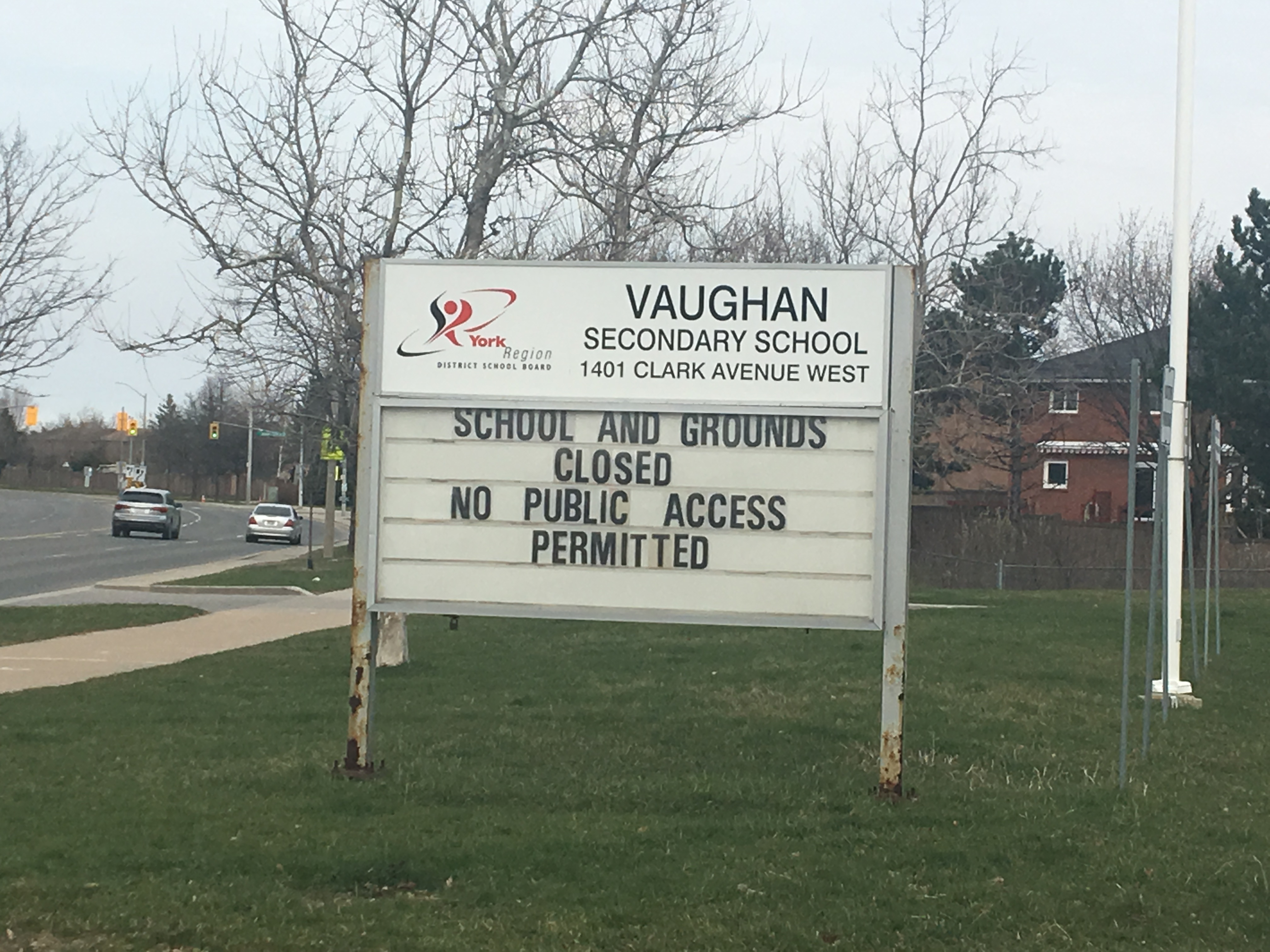
Aviso de encerramento da Escola Secundária Vaughan (Ontário, Canadá) devido ao coronavírus em 2020.

O encerramento das escolas em resposta à pandemia da COVID-19 expôs várias questões que afetam o acesso à educação, bem como questões sócio-económicas amplas. Em 26 de março, mais de 1,5 mil milhões de alunos em 165 países foram afetados pelo encerramento de escolas devido à pandemia. A 29 de março, quase 90% dos alunos do mundo foram afetados por estas restrições.
Em Portugal, o Conselho de Ministros aprovou a 12 de março 2020 a suspensão de todas as atividades letivas e não letivas com presença de estudantes em todas as instituições de ensino com efeitos a partir do dia 16 de março 2020, e ressaltou que deviam ser promovidos todos os esforços para estimular processos de ensino-aprendizagem à distância, mantendo as atividades escolares através da interação por via digital entre estudantes e docentes.
Mesmo quando o encerramento das escolas é temporário, acarreta altos custos sociais e económicos. As interrupções causadas afetam pessoas em todas as sociedades, mas seu impacto é mais severo é para as crianças desfavorecidas e suas famílias, incluindo a interrupção da aprendizagem, stress e ansiedade, impactos na nutrição de estudantes que dependem de programas gratuitos de café da manhã/pequeno-almoço ou almoço, bem como diminuição da produtividade económica, à medida que indivíduos e famílias são solicitados a se isolar. Os pais que trabalham são mais propensos a faltarem ao trabalho quando as escolas encerram, a fim de cuidarem de seus filhos, incorrendo em penalizações salariais em muitos casos, o que afeta negativamente a produtividade. Na tentativa de contornar esta realidade, durante a suspensão das atividades letivas em Portugal, as faltas ao trabalho motivadas por assistência inadiável a filho ou outro dependente a cargo menor de 12 anos ou filhos com deficiência ou doença crónica, consideram-se justificadas, sem perda de direitos salvo quanto à retribuição.
Naturalmente, as escolas e os professores sentem alguns constrangimentos em garantir o contacto com os alunos especialmente aqueles carenciados ou vulneráveis. Estas dificuldades têm sido um dos principais focos de preocupação do Ministério da Educação português. O governo emitiu uma nota em 20 de março 2020 onde afirma que “é fundamental que se mantenha o contacto e o apoio aos alunos que se encontram com maior potencial de risco de exclusão social, durante a pandemia COVID-19”.
Um recurso prático foi lançado pela Federação Internacional da Cruz Vermelha, UNICEF e Organização Mundial da Saúde (OMS) sobre a prevenção e controlo da COVID-19 nas escolas, onde consta-se mensagens importantes direccionadas à líderes, professores, alunos de comunidades escolares, de modo a manterem as escolas seguras, desde o ensino pré-escolar ao ensino secundário. Com recurso a uma linguagem fácil de compreender expõem listas de verificação práticas que podem ser usadas para ajudar a desenvolver e implementar planos de ação. Além disso, a OCDE elaborou um relatório de modo a "apoiar a tomada de decisões em educação para desenvolver e implementar respostas eficazes à educação para a pandemia do COVID-19".
Antes da pandemia do Covid-19, os jovens possuíam um grande desafio para a integração social e econômica, agora com o confinamento, os efeitos podem ser bem graves e de longa permanência, assim diz o estudo internacional divulgado pela Organização Internacional do Trabalho (OIT), afirmando que desde o início da pandemia, mais de 70% dos jovens que estudam ou conciliam estudo com trabalho, têm sido afetados negativamente pelo encerramento de escolas, universidades e centros de formação. A covid-19 deixou um em cada oito jovens (13%) sem qualquer acesso a aulas, ensino ou formação; uma situação particularmente grave entre os jovens com mais baixo rendimento
De acordo com o relatório "Youth and COVID-19: impacts on jobs, education, rights and mental well-being", 65% dos jovens afirmam ter aprendido menos desde o início da pandemia devido à transição da sala de aula para as aulas online durante o confinamento. Apesar dos esforços para continuar a estudar, metade destes jovens acreditam que os seus estudos irão ficar atrasados e 9% pensam que podem vir a reprovar, como consequência destas dificuldades. A situação foi pior para os jovens que vivem em países com baixos rendimentos onde apenas 18% puderam estudar à distância, visto que o acesso à internet é menor, existe falta de equipamento e, às vezes, não têm espaço em casa.
Com isso, o risco aumentou de abandono escolar ou de redução das oportunidades para desenvolvimento dos jovens, especialmente nos países com mais baixo rendimento e para as mulheres - muitos dos jovens podem não conseguir prosseguir os seus estudos devido à redução do rendimento familiar e à necessidade de encontrar um trabalho para se sustentarem.
Este estudo mundial sobre "Juventude e covid-19" foi conduzido por parceiros da Global Initiative on Decent Jobs for Youth entre abril e maio de 2020, ou seja, no período em que vários países introduziram medidas rígidas de restrição à covid-19 - como o encerramento de escolas, a imposição do teletrabalho, o encerramento dos espaços desportivos e de entretenimento - e em que, também, a pandemia se começou a traduzir numa crise económica. O objetivo do estudo era captar os efeitos imediatos da pandemia nas vidas de jovens (dos 18 aos 29 anos) no que toca ao emprego, educação, bem-estar mental, direitos e ativismo social. Ao inquérito disponibilizado online responderam mais de 12 mil jovens oriundos de 112 países, com uma grande quantidade de respostas de jovens instruídos e com acesso à internet, sobretudo de zonas urbanas ou suburbanas. A população da pesquisa é representante de estudantes e jovens trabalhadores com ensino superior.
Estes resultados, conclui o estudo, sublinham "os desafios colocados pela transição para o ensino fora da sala de aula e em casa". Mesmo quando as instituições conseguiram fazer a transição para o ensino online, os professores, os formadores e os alunos podem não ter tido a capacidade de "garantir a continuidade da aprendizagem". Entre os fatores que dificultam a eficácia do ensino online incluem-se: baixos níveis de acesso à internet; falhas nas competências digitais; incapacidade para ensinar e aprender remotamente; falta de equipamentos de TI em casa; falta de espaço; falta de materiais prontos para ensino à distância; e ausência de trabalho em grupo e contacto social - ambos componentes-chave do processo de aprendizagem.

Como já dito, o cenário da pandemia do COVID 19 causou a suspensão das aulas presenciais no mundo todo devido ao número crescente de casos. No Brasil não foi diferente, os governantes suspenderam as aulas de milhões de alunos para tentar conter a pandemia. Mas as crianças, os adolescentes e os adultos não podiam ficar por tempo indeterminado sem aula prejudicando o processo de escolarização, por isso foi necessário a implementação do ensino remoto utilizando do uso de tecnologias, como ferramentas digitais, utilização de aparelhos tecnológicos, internet.
Para estabelecer esse ensino remoto, os professores precisaram rever seus planejamentos, utilizar novos recursos pedagógicos, estudar e se adaptar a esse novo formato de sala de aula. Com isso, surgiram várias dificuldades, os professores relatavam falta de domínio com as ferramentas digitais, ausência de aparelhos tecnológicos, internet lenta ou não tinham acesso, dificuldades em adaptar com essa nova forma de ensinar, poucos alunos participando, maior carga horária, cansaço físico e mental.
E os alunos também tinham essas dificuldades, um estudo realizado pela Fundação Lemann e o Itaú Social relata exatamente essa dificuldade de acesso a aparelhos tecnológicos dizendo que 42% das famílias não tinham equipamentos e condições de acesso adequado. Também é importante ressaltar, que 58% tinham acesso, mas esse acesso por muitas vezes é apenas pelo telefone dos pais, além de que ter acesso a equipamentos não é o suficiente para compreender o uso das ferramentas, sendo necessário um letramento digital.

### Pressão não intencional no sistema de saúde
O impacto da pandemia por covid-19 tem sido relevante em todos os setores, e a educação não ficou atrás, no que respeita ao impacto negativo desta pandemia. O governo a 13 de Março de 2020, instituiu medidas para a contenção da pandemia, nomeadamente o encerramento das escolas, contribuindo assim, para uma maior pressão no sistema de saúde com a ausência de profissionais de saúde que ficaram com os seus filhos em casa. O encerramento das escolas no primeiro confinamento geral a 13 de Março de 2020 , trouxe consequências adversas ao sistema de saúde Português.   O SNS sofreu maior pressão, com o encerramento das escolas e este impacto foi bastante visível ao público, o que poderá ter trazido um enorme prejuízo à saúde do cidadão.
Face à urgência em estabelecer medidas de contenção da pandemia, o Ministério da Saúde Português executou a 13 de Março de 2020 um regime excecional que permitiu a implementação célere das medidas de contenção da pandemia. Dentro de várias medidas que foram impostas num regime excecional, a medida do encerramento das escolas e universidades foi aquela que constituiu o maior desafio para as famílias, trazendo paralelamente uma maior pressão nos sistemas de saúde.
Os profissionais de saúde, bem como outros profissionais têm entrebatido uma verdadeira batalha na contenção desta pandemia, mas muitos destes profissionais, também são mães e pais que têm igualmente responsabilidades familiares em paralelo às responsabilidades profissionais na linha da frente no combate à pandemia.
Os profissionais de saúde com filhos viram-se obrigados a ter que escolher, entre outro membro da família para cuidar dos seus filhos e outros tiveram dificuldades em cumprir com os seus deveres como profissionais de saúde, por terem de cuidar dos seus filhos em casa. Atendendo a esta preocupação, o governo instituiu um conjunto de medidas para que os profissionais de saúde pudessem ir trabalhar não causando uma maior pressão no sistema de saúde pela falta de profissionais. Para fazer face a esta lacuna, a Ministra da Saúde, Marta Temido, anunciou que os profissionais de saúde podiam beneficiar de um regime especial para o acompanhamento dos seus filhos, no âmbito de medidas extraordinárias para fazer face ao surto da Covid-19. Na conferência de imprensa imitida diariamente para fazer o balanço da pandemia, em Lisboa, Marta Temido explicou em direto que o governo assinou um diploma que estabeleceu um regime excecional de apoio aos profissionais de saúde que tenham filhos menores de 12 anos a seu cargo e necessitam de apoio diário em casa na sequência do encerramento das escolas, dando três hipóteses de resposta a esta dificuldade.
Marta Temido explicou, que este regime era para os agregados familiares em que houvesse um progenitor, profissional de saúde ou ambos. A primeira hipótese seria, as suas entidades patronais organizarem o seu trabalho, de forma a que estes não trabalhassem simultaneamente. A segunda hipótese mencionada por Marta Temido era a possibilidade de haver escolas de vários níveis a funcionar só para crianças, filhos de profissionais de saúde e outras profissões essenciais, como as forças de segurança. Este diploma, permitiu também que os profissionais de saúde pudessem transferir para a pessoa, que designassem, um subsídio que eles receberiam se estivessem em casa com os seus filhos.
Relativamente aos agregados familiares em que apenas um dos progenitores fosse profissional de saúde, Marta Temido referiu que a criança deveria ficar ao encargo daquele progenitor que não é profissional de saúde.
Médicos e Enfermeiros, através da ordem e sindicatos manifestaram o seu desagrado contra a medida do Governo que permite às escolas, fechadas devido à covid-19, continuar a receber os alunos que sejam filhos de profissionais de saúde ou das forças de segurança, alegando que foram discriminados em relação a outras crianças. Muitos, optaram por ficar em casa com os seus filhos havendo assim uma maior pressão, embora intencional do sistema de saúde.
Atualmente foi decretado pelo Presidente da República, Marcelo Rebelo de Sousa, um novo confinamento geral a 13 de Janeiro de 2021 no âmbito do Estado de Emergência, entrando em vigor a 15 de Janeiro de 2021, deixando de lado a hipótese do encerramento das escolas.
Os estabelecimentos escolares, creches, universidades e politécnicos permanecem em funcionamento em regime presencial, tendo em conta o impacto de um novo encerramento das atividades educativas nas aprendizagens e no futuro das crianças e jovens.

### O ensino à distância
O fechamento repentino das escolas trouxe a necessidade de se encontrar alternativas às aulas presenciais, como forma de garantir o aprendizado contínuo. A disponibilidade de tecnologias de informação e comunicação tornam possíveis a instrução e aprendizado quando interações físicas não são mais possíveis. 

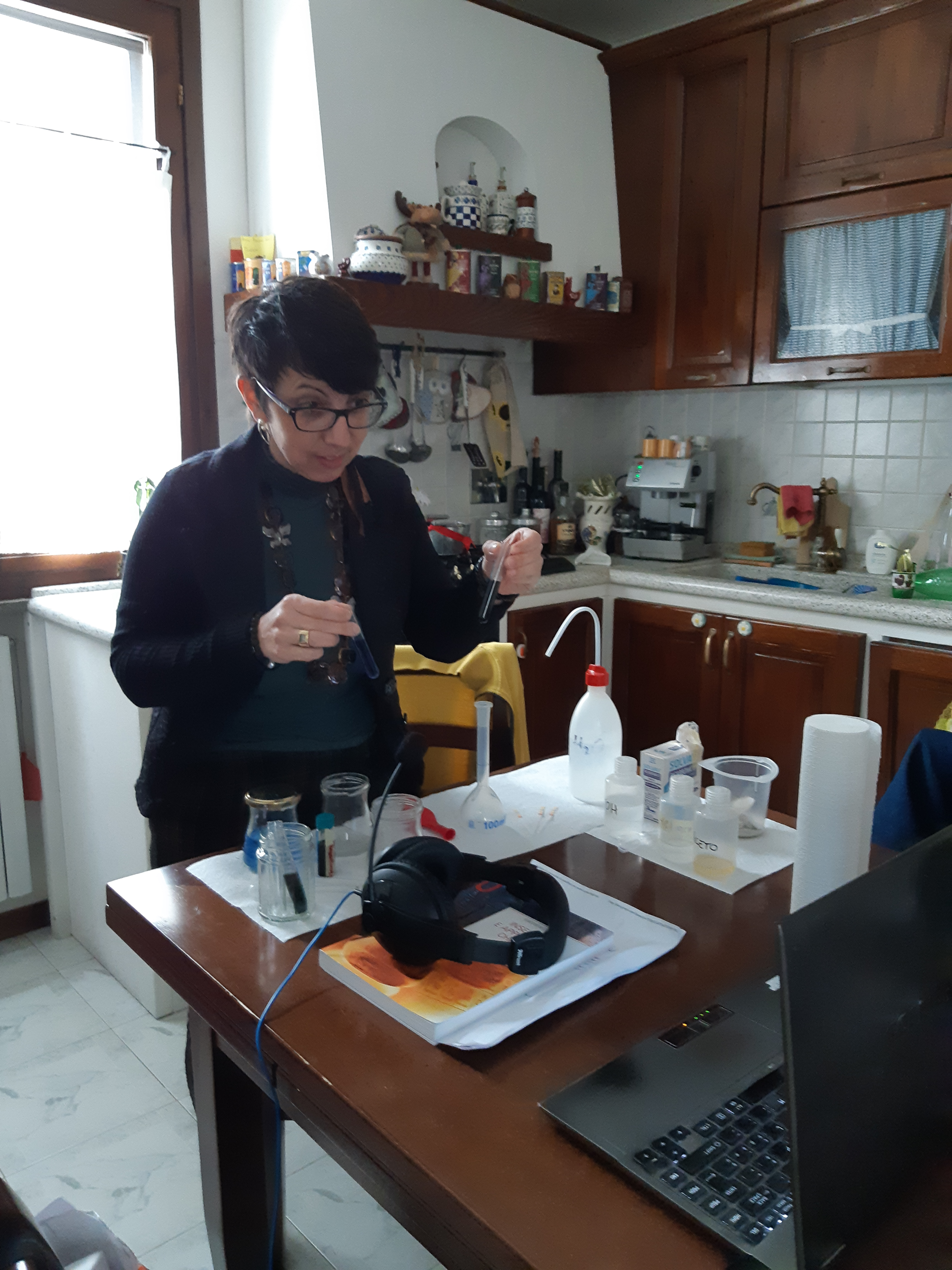
Aula de química à distância para o curso de Ciências da Educação Primária da Universidade de Pisa (Itália) durante a pandemia COVID-19 em 2020

Um obstáculo à aprendizagem contínua é a falta de acesso à tecnologia ou o acesso rápido e confiável à Internet que afeta principalmente estudantes em áreas rurais e famílias desfavorecidas. Em resposta ao encerramento de escolas causado pela COVID-19, a UNESCO recomenda o uso de programas de ensino a distância e aplicativos e plataformas educacionais abertas que escolas e professores podem usar para alcançar os alunos remotamente e limitar a interrupção da educação. Para ajudar a retardar a transmissão da COVID-19, um pouco por todo o mundo centenas de bibliotecas foram fechadas temporariamente. Para estudantes sem Internet em casa, isso aumenta a dificuldade de acompanhar o ensino a distância.
Entretanto, o ensino a distância com pouca ou nenhuma conectividade é possível. Para isso é necessário que o professor utilize práticas criativas de ensino híbrido sem uso da internet. Como por exemplo criar jogos e atividades interativas com o auxílio do power point,usar equipamentos como televisão, projetor, câmeras fotográficas e celulares, ou ferramentas como o pacote office ou Google Drive. Para isso, é importante conhecer o acesso e dispositivos de seus alunos para entender programas que não necessitam de internet ou que funcionam com baixa velocidade.
Apesar de muitas escolas agora estejam equipadas com pelo menos o mínimo da tecnologia necessária para aprendizagem online, um quarto dos diretores de escolas da OCDE afirmaram que a escassez ou a inadequação da tecnologia digital dificulta a aprendizagem, um número que variou de 2% em Singapura, a 30% na França e Itália, e mais de 80% no Vietnã.
Mesmo para os estudantes conectados, ainda existe a preocupação de que nem todos tenham condições de receber a quantidade de horas de aula suficientes. Alguns economistas estimam que, como consequência disso, estudantes nos Estados Unidos terão um ganho de apenas 70% do aprendizado ao fim de 2020, quando comparado com um ano de estudos típico, e que pode ser ainda menor para matemática, que giraria em torno de 50%. Como alternativa de melhoria para esse cenário a atitude e motivação dos estudantes podem fazer a diferença, assim como o suporte emocional dos familiares e encorajamento e orientação dos professores.
Em Portugal, desde o início da pandemia o Ministério da Educação assumiu como objetivo prioritário "garantir que todos os alunos estivessem ligados à escola". No entanto, a dificuldade de acesso a Internet é um problema com três dimensões principais, que suscitam uma preocupação principal: o isolamento das crianças mais vulneráveis, que mais as expõe a situações de risco; o facto de, havendo correlações fortes entre insucesso e condição sócio-económica, estes alunos não acompanharem as aprendizagens; a dificuldade de participarem, com qualidade, nas atividades letivas remotas.
Neste sentido, o Ministério da Educação tem em curso, desde o início deste processo, um conjunto de medidas que visam mitigar este problema, de que se destacam:
- O levantamento pormenorizado em cada escola do número de alunos que não dispõem de qualquer equipamento em casa e/ou Internet e/ou que residem em locais sem acesso à rede.
- Contactos com operadoras de telecomunicações e de empresas de hardware para explorar as melhores soluções de apoio ao estudante.[117]

Para complementar o ensino à distância no ensino básico português por meios digitais, houve módulos de ensino/aprendizagem através da televisão, utilizando o canal da RTP Memória, por cabo e por satélite. A emissão da iniciativa #EstudoEmCasa, arrancou a 20 de abril 2020, e em dezembro de 2020 venceu a categoria especial «Melhor Projeto Digital de Responsabilidade Social» na 5.ª edição do Portugal Digital Awards. #EstudoEmCasa ocupou a grelha das 09h às 17h50, com conteúdos organizados para diferentes anos letivos, uma ferramenta importante para complementar o trabalho dos professores com os seus alunos, no 3.º período do ano letivo 2019/2020.

Logo RTP Memória canal onde foi emitido o programa #EstudoEmCasa em 2020.

Na França, por exemplo, foi criada a plataforma digital “Ma classe à la maison” ("Minha sala de aula em casa" em português). Através de um computador, tablet ou smartphone, os alunos cujas escolas estiverem encerradas podem aceder uma conta individual que fornece quatro semanas de cursos com conteúdo pedagógico confirmado. O Japão possui uma plataforma que analisa as oportunidades de aprendizagem digital que as empresas do setor privado oferecem gratuitamente aos estudantes confinados em casa. As parcerias público-privadas cresceram de maneira semelhante em muitas jurisdições, incluindo o trabalho com provedores nacionais de telecomunicações para permitir o acesso gratuito à Internet para fins educacionais. Além disso, as grandes plataformas, como Google e Microsoft, também estão a trabalhar para ajudar a expandir sua oferta de ferramentas digitais para educação e trabalho.
No Brasil nenhuma ação centralizada fora realizada, cabendo a cada Estado definir suas próprias estratégias e meios de ensino, o Estado mais populoso do Brasil (São Paulo) aproveitou a digitalização que já vinha ocorrendo e unificou suas aulas no CMSP (Centro de Mídias de São Paulo) e através da rede televisiva. Já o segundo Estado do Brasil mais populoso (minas Gerais) estabeleceu em 18 de maio de 2020 suas aulas a distância através do Programa Estude em casa e pelo uso de plataformas parceiras como o google classroom, youtube e canal televisivo. Ambos Estados citados patrocinam os dados de internet tanto de professores quando de alunos nas plataformas oficiais.
Uma pergunta importante, portanto, criou força em 2020: Será o COVID-19 um importante fator de transformação no Ensino pós pandemia? A crise estimulou mudanças que em outras circunstâncias haveria de ter muita resistência para existir. Na Educação a crise mostrou o potencial de novas tecnologias, não como uma forma de substituir práticas existentes, e sim repaginá-las.
Seria essa uma oportunidade de redesenhar os currículos escolares e ambientes de aprendizado para as necessidades do século XXI?  A tecnologia pode mudar não somente métodos já conhecidos, de ensino e aprendizado, mas também elevar o papel do professor, de um simples “compartilhador de conhecimento” para cocriadores do conhecimento. Esta é uma chance de permitir estudantes e professores a terem acesso a diferentes materiais e ferramentas e torná-los participantes mais ativos do processo.

### Cuidado das crianças

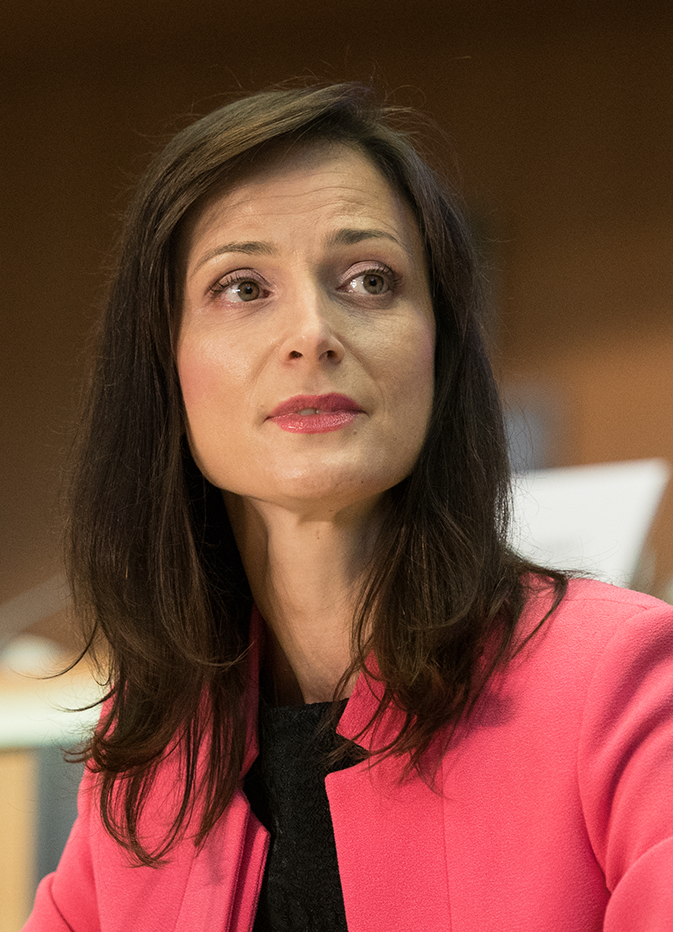
Mariya Gabriel, comissária da Educação da União Europeia

O encerramento das escolas em Portugal, iniciado a 16 de março de 2020, englobou todas as atividades letivas desde os anos pré-escolares até ao ensino superior (salvo raras exceções). Não foram só os 2 milhões de alunos, entre crianças e jovens, que foram afetados por estas. Também os encarregados de educação foram obrigados a alterar as suas rotinas para promover a educação dos seus educandos. Foi visível uma redução dos cuidados das crianças, principalmente as mais desfavorecidas, provenientes de famílias com menos poder económico e que tendem a ter menor nível educacional. Não foi prestada a atenção necessária no cuidado dessas crianças a nível social, educacional e alimentar.
Para além da falta de recursos e meios para promover a educação à distância, muitos pais e familiares encarregados pelos cuidados das crianças, mantiveram a sua rotina laboral, o que refletiu o aumento da taxa de abandono escolar. Também a nível alimentar, verificou-se uma quebra nutricional de muitas crianças que dependiam das refeições promovidas pela escola. A ansiedade e o défice de atenção dos alunos foram temas bastante abordos quer nas reuniões dos professores quer mais tarde na Assembleia da República, para eventual decisão futura de fecho das escolas, no controlo da pandemia. O encerramento de atividades não curriculares como desportos, atividades lúdicas, grupos de jovens entre outros, contribuiu de igual forma para o stress psicológico e para a pressão social de revolta, fatores que prejudicam o desenvolvimento pessoal e humano.
Membros superiores e competentes felicitaram a rápida organização das estruturas educacionais, bem como a rápida implementação da telescola e do ensino à distância online. Na Assembleia da República durante a primeira fase de pandemia, o governo aprovou um investimento de 400 milhões de euros para a compra de computadores e ligações à internet, no âmbito do programa escola digital, para promover a educação aos mais desfavorecidos. Gestos como este, motivaram a que membros superiores e competentes felicitassem a rápida organização das estruturas educacionais, bem como a rápida implementação da telescola e do ensino à distância online. Foi o caso de Mariya Gabriel, comissária da Educação da União Europeia.
Após a primeira fase da pandemia e como preparação do ano letivo que se iniciou em 2020, foram implementadas diversas medidas para que estivessem reunidas condições necessárias à educação presencial. Cada agrupamento escolar realizou um plano de contingência que conteve as medidas a realizar no dia a dia. Como por exemplo, medição da temperatura à entrada dos edifícios escolares, desinfeção periódica dos espaços comuns, obrigatoriedade de manter as janelas abertas nos espaços comuns (com a chegada do inverno por todo o país os alunos foram submetidos a aulas presenciais sob temperaturas muito reduzidas), entre outras. A obrigatoriedade do uso de máscara foi uma questão que suscitou bastante debate devido à incorreta oxigenação dos jovens.
Apesar de medidas extremas, verificaram-se eficazes até ao final do primeiro período letivo. Quando se fala de jovens, o cumprimento de todas as regras é difícil de obter, mesmo assim foi fundamental manter os estabelecimentos de ensino a funcionar para promover o cuidado das crianças, principalmente, as mais desfavorecidas evitando no futuro danos na saúde geral e bem-estar psico-social das crianças e do seu défice cognitivo.
Contudo, a 26 de Janeiro de 2021, ocorreu novamente o encerramento das instituições de ensino. Motivado pelo surgimento da nova estirpe britânica que apresentava, até à data, 20% de prevalência. Estudos prospetivos indicaram que podia alcançar os 60%, por ser mais transmissível.
Com vista a minimizar os malefícios no cuidado das crianças diversas medidas foram adotadas de forma diferente do primeiro encerramento em março de 2020. Como por exemplo, as instituições para crianças com necessidades educativas especiais mantiveram-se abertas e as cantinas e refeitórios escolares continuaram a distribuir refeições para os alunos mais necessitados (de escalão social A ou B), com pontos de recolha específicos.

## Impacto do coronavírus na educação formal
A educação formal, diferentemente da educação informal ou não formal, tende a se referir a escolas, faculdades, universidades e instituições de treinamento. Um relatório do Banco Mundial de 1974 definiu a educação formal como:
A educação formal, diferentemente da educação informal ou não formal, tende a se referir a escolas, faculdades, universidades e instituições de treinamento. Um relatório do Banco Mundial de 1974 definiu a educação formal como:

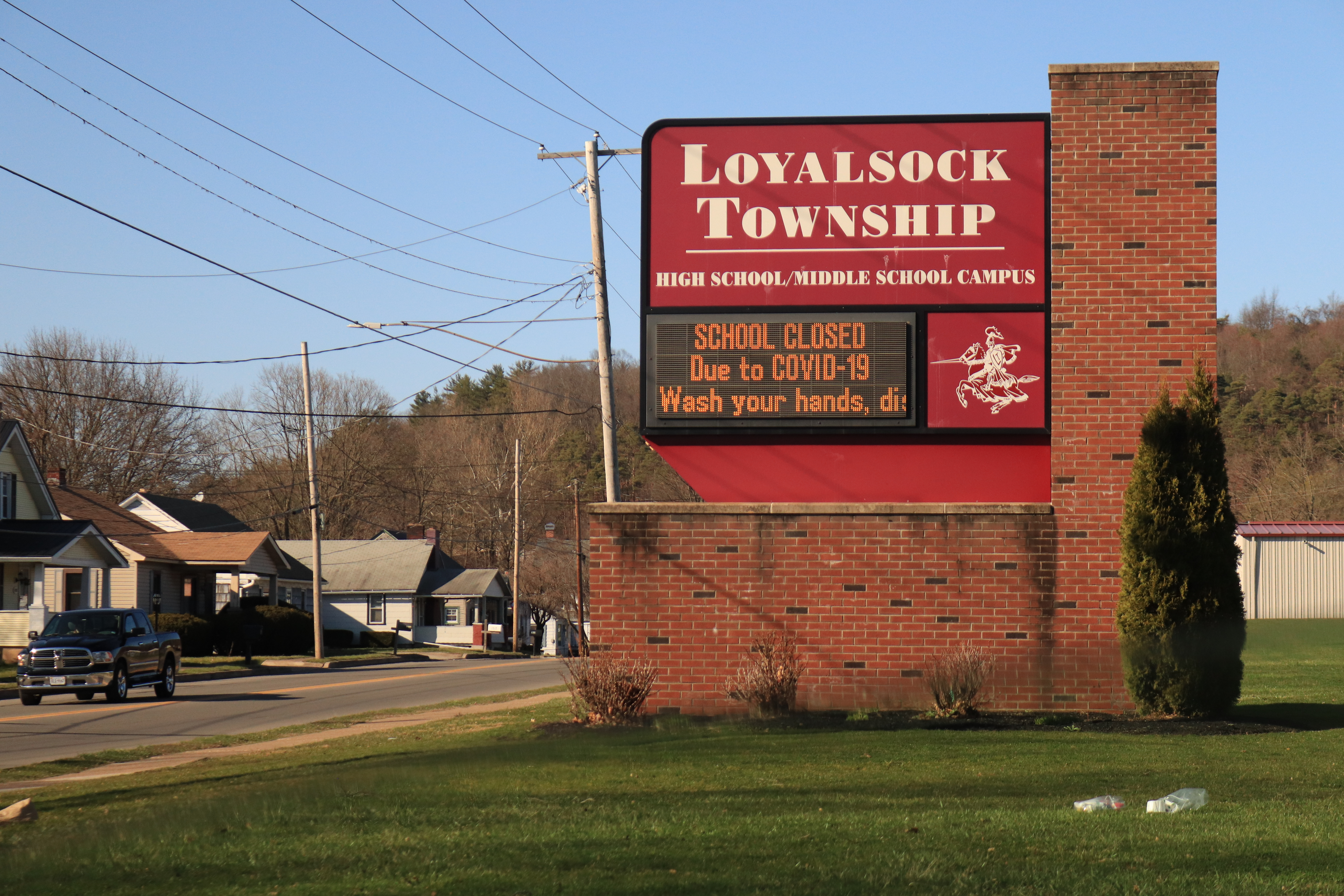
Imagem do início da pandemia - Uma placa electrónica na entrada da Loyalsock Township High School e Middle School em Williamsport, PA, EUA, anuncia o fechamento de escolas devido à COVID-19. O sinal inclui uma faixa de rolagem na parte inferior, que começa com o texto "Lave as mãos ...". Em resposta à pandemia de COVID-19, as escolas da Pensilvânia fecharam, afetando mais de um milhão de estudantes em todo o estado

Educação formal: o 'sistema educacional' hierarquicamente estruturado e cronologicamente qualificado, que abrange a escola primária e a universidade e inclui, além dos estudos académicos gerais, uma variedade de programas e instituições especializadas para treinamento profissional e técnico em tempo integral.
Com o fechamento das instituições de ensino devido à pandemia da Covid-19, mais de 1,5 bilhão de estudantes em todo o planeta foram afetados. A UNESCO lançou a Coalizão Global de Educação, uma plataforma para auxiliar o direito à educação durante esse período de interrupção educacional súbita, que reúne mais de 140 membros da ONU, sociedade civil, academia e setor privado para garantir tal direito. Os membros da Coalizão se unem em torno de três eixos principais:
- Conectividade – A pandemia trouxe a tona dificuldades de conectividade, pois cerca de 3 bilhões de pessoas não tem acesso a internet em casa, quase metade da população mundial. Para tanto, atuou na resolução de um novo senso de urgência, realizando parcerias com implementação de projetos com membros da Coalizão;[138]
- Professores – Nos países da OCDE, apenas 60% dos professores passaram por treinamento das Tecnologias de Informação e Educação para ensino e aprendizagem. Os professores vêm se mobilizando e inovando para facilitar o ensino a distância e se reinventam para desenvolver conhecimentos, habilidades, atitudes e valores, para contribuir com o futuro da sociedade, com ou sem o uso de tecnologias digitais.[139]
- Gênero - Acredita-se que o fechamento das escolas acentue o trabalho não remunerado de meninas e mulheres, limitando o tempo de aprendizado em casa. A ausência de escolas como espaços seguros aumentam o risco de violência, casamentos prematuros, gravidez indesejada, exploração sexual e abuso enfrentado por muitas adolescentes. A crise também pode exacerbar o afastamento dos meninos da educação, principalmente na América Latina e no Caribe, bem como na Europa e na América do Norte.[140]

A pandemia do Covid-19 reforçou a exclusão de estudantes de famílias menos favorecidas e grupos específicos como os que vivem em área rural. De acordo com o Relatório de Monitoramento Global da Educação (de junho de 2020), cerca de 258 milhões de jovens e crianças não tiveram acesso à educação, e 40% dos países de renda baixa e média-baixa não apoiaram esses grupos durante o fechamento temporário das escolas. Apesar do relatório da Unesco constar que 10% das 209 nações avaliadas possui leis que fortalecem a inclusão plena na educação.
Com a propagação do vírus, o financiamento para a educação varia com os investimentos prioritários. A medida que a receita fiscal diminui, fundos emergenciais são direcionados a custos crescentes de saúde, o que diminui a disponibilidade de financiamento público para a educação. O fechamento das escolas no período equivalente a um terço do ano escolar, pode levar a uma queda de 1,5%, em média, no produto interno bruto (PIB) global para o resto do século.
Quando as escolas reabrirem, o que já vem acontecendo em alguns países, a recessão econômica, aumentará as desigualdades, e poderá ocorrer um retrocesso nas melhorias da educação e aprendizagem, obtidas por alguns países. Desta forma se faz necessário a criação de políticas públicas voltadas especificamente para a Educação, com compromisso de todos.
No curso da pandemia da COVID-19, desvelaram-se desigualdades sociais com repercussão para a educação. Nesse ponto que se trata, a transformação digital e a carência de investimentos na educação, voltadas para o desenvolvimento tecnológico ou mesmo o aperfeiçoamento dos educadores, parecem não ter se revelado suficientes para o enfrentamento deste período pandêmico.
Além disso, outro desafio que ocorreu e que ainda ocorre, após a abertura das escolas pós-pandemia, é o fato de que os professores tiveram que se reinventar, para poderem acompanhar tanto os avanços tecnológicos, quanto os novos comportamentos dos alunos, frente ao mundo digital. Para poderem reconquistar a organização, a disciplina e o ritmo de estudo perdidos com a educação à distância, está sendo necessário que os discentes busquem restabelecer suas autoridades, criando vínculo com os alunos e entrando na cultura digital em que estes estão inseridos.

### Educação infantil
A educação infantil, ou educação pré-escolar, refere-se às crianças entre os 3 e os 5 anos. Em Portugal a educação pré-escolar é facultativa, no entanto, o estado garante que todas as crianças a partir dos 5 anos sejam integradas na rede de educação pré-escolar.
A 13 de março de 2020 foram aprovadas medidas governamentais excecionais com vista ao controlo da situação pandémica. Uma dessas medidas foi o encerramento dos estabelecimentos pré-escolares. Esta medida foi revogada a 1 de junho de 2020, tendo sido determinadas nesta altura medidas de higiene e segurança adicionais que estariam contidas no plano de contingência de cada estabelecimento de ensino.
Para a reorganização do ensino pré-escolar foram implementadas 65 medidas, enquadradas em 7 grandes áreas: medidas gerais, organização do espaço, organização dos horários, práticas pedagógicas, gestão do pessoal docente e não docente, refeições e atuação perante um caso suspeito.
Durante o encerramento dos estabelecimentos pré-escolares, e com a necessidade das famílias ficarem em casa com as crianças, a RTP2 adaptou a sua programação com conteúdos para a idade pré-escolar, o que, a par de diversas atividades desenvolvidas por companhias de teatro, museus e outras instituições, aligeirou o período do confinamento.
Muitos países adaptaram a organização do ensino pré-escolar, por um lado para garantir o cumprimento dos objetivos educacionais, e por outro, para aplicar medidas de controlo da infeção. No Reino Unido, a Early Years Foundation Stage define os padrões para a aprendizagem, desenvolvimento e cuidados para as crianças até aos 5 anos. Esta fundação desenvolveu um guia de apoio para os profissionais do ensino pré-escolar específico para o período da pandemia.
Na Austrália, estados como Queensland, New South Wales, South Australia ou Victoria, desenvolveram os seus próprios planos de confinamento, não sendo uniforme a abertura ou encerramento dos estabelecimentos pré-escolares. Adicionalmente, o Governo Australiano disponibiliza subsídios e programas para ajudar as famílias.
Em Singapura a Early Childhood Development Agency decretou o encerramento das escolas de pré-escolar entre abril e maio de 2020, tendo aberto progressivamente e de forma controlada a partir de junho. Foram adicionalmente instituídos apoios financeiros às famílias durante este período. A Organização Mundial de Saúde apresentou também medidas de prevenção da transmissão da infeção, adequadas à educação pré-escolar: proteger espirros e tosse com o cotovelo e lavar as mãos frequentemente, cantar uma canção de 20 segundos durante a higienização das mãos, utilizar sistemas de recompensa pela lavagem das mãos, usar bonecos para representação de sintomas e tratamento dos mesmos e para medidas de apoio a quem está doente (para estimular empatia e comportamentos de cuidado seguros), sentar as crianças afastadas o suficiente para que quando estiquem os braços não toquem nos seus amigos.
A Organização Mundial da Educação Pré-escolar, organização consultiva da ONU e UNESCO, publicou em agosto de 2020 um position paper sobre a educação pré-escolar em tempos de COVID-19 onde, além de orientações para os estados-membros, aborda as consequências indiretas da pandemia e chama a atenção para o tempo de exposição aos écrans.
Ainda que muitos jardins de infância tenham adotado aulas online e que se reconheça a importância do desenvolvimento de competências de aprendizagem com as tecnologias do século XXI, nunca é demais chamar a atenção para a necessidade do controlo dos tempos de exposição a écrans e dos acessos não supervisionados a conteúdos de internet.

### Nutrição e insegurança alimentar
A nutrição desempenha um papel importante no desenvolvimento cognitivo e no desempenho académico de crianças e adolescentes em idade escolar. Muitos jovens em todo o mundo se beneficiam de refeições gratuitas ou descontos nas escolas e outras instituições de ensino. Com o agravamento da pandemia por COVID-19 e o fechamento de escolas e universidades ao redor do mundo, a alimentação desses benefiários é comprometida.
No mundo, quase 1,3 bilhão de crianças não estão na escola. Destes, aproximadamente 370 milhões estão perdendo a alimentação escolar, a qual para muitos nos países mais pobres, são as únicas refeições consumidas.
A COVID-19 tornou-se uma crise de saúde pública sem precedentes, com impactos econômicos e sociais a nível global, gerando desemprego e aumento da pobreza. Além disso, o abastecimento alimentar também sofreu interferência desde a plantação ao consumo. Devido a isto, as Nações Unidas alertam para as cadeias de distribuição de alimentos que correm o risco de não conseguirem satisfazer a procura, pela diminuição das trocas comerciais bem como de mão de obra temporária. Como resultado dessas alterações na cadeia de produção alimentar os alimentos ficam mais caros e, juntamente com o aumento da taxa de desemprego, alertas de insegurança alimentar mundial foram emitidos. A insegurança alimentar é definida como preocupação ou falta de acesso a alimentos nutritivos em quantidade adequada. O Programa Alimentar Mundial (PMA) das Nações Unidas (Premio Nóbel da Paz, 2020), estima que 271,8 milhões de pessoas nos países onde atua, possuem alto nível de insegurança alimentar ou estão sob risco direto de se tornarem, devido ao efeito agravante da COVID-19.
Nos Estados Unidos, os programas de merenda escolar são a segunda maior iniciativa contra a fome depois do vale-refeição. Todos os anos, quase 30 milhões de crianças dependem das escolas para obterem refeições gratuitas ou de baixo custo, incluindo café da manhã(pt-BR) ou pequeno almoço(pt-PT?), almoço, lanche e até jantar. No estado de Washington, cerca de 45% dos 1,1 milhão de estudantes matriculados em escolas públicas e privadas, candidatam-se aos programas de refeições escolares subsidiadas. Pelo menos 520.000 estudantes e as suas famílias podem ser afetados pela insegurança alimentar como resultado do encerramento da escola. No Alabama, onde o encerramento de escolas em todo o estado a partir de 18 de março afetou mais de 720.000 estudantes, o superintendente estadual anunciou que o pessoal das escolas desproporcionalmente afetadas pela pobreza criaria redes de distribuição de refeições para fornecer comida aos alunos que dependem de almoços escolares.
No entanto, não é somente a alimentação de crianças e adolescentes que é afetada pelo confinamento provocado pela COVID-19, estudantes do ensino superior apresentam alterações no hábito alimentar, tendendo ao aumento no consumo de alimentos de alto teor energético e pouco nutritivos, como por exemplo snacks e fast-foods, além do aumento da ingestão de bebida alcoólica e diminuição no consumo de frutas, legumes, grãos, derivados de leite, cereais integrais e castanhas. Ao mesmo tempo que a qualidade da alimentação é impactada pelo confinamento, a prática de atividade física é reduzida, e a exposição a um ambiente que favorece o sedentarismo, é maior; promovendo assim, o desenvolvimento de sobrepeso, obesidade e outras comorbidades, as quais são fatores de risco de agravamento da COVID-19.

Em Portugal, o REACT-COVID Inquérito Sobre Alimentação e Atividade Física em Contexto de Contenção Social, publicado pela Diretoria-Geral de Saúde (DGS), mostra que apesar de boa parte da população ter adotado medidas de alimentação mais saudável durante o confinamento, ainda 41,8% da população refere a percepção de piores hábitos alimentares, caracterizado pelo aumento no consumo de snacks, refeições pré-preparadas, refrigerante e take-awey. Esse comportamento alimentar é mais frequente em indivíduos do sexo masculino, jovens, com mais dificuldades financeiras e em risco de insegurança alimentar. No país, o risco de insegurança alimentar é de 33,7%, ou seja, um em cada três portugueses, e 8,3% de insegurança alimentar. 

FAO - Organização das Nações Unidas para a Alimentação e Agricultura

A FAO - Organização das Nações Unidas para a Alimentação e Agricultura apela ao fortalecimento do sistema imunológico de todos com o recurso a uma alimentação saudável e consciente evitando desperdícios. Esta organização fornece algumas pistas para este fim:
- Fortalecer o sistema imunológico por meio da alimentação;
- Não limitar o consumo a alimentos não perecíveis;
- Planear o que comprar - restringir-se ao necessário e útil;
- Não desperdiçar as sobras;
- Ingerir muita água;
- Rentabilizar rendimentos na aquisição de alimentos;
- Cozinhar em família.

O governo português lançou igualmente uma página internet com algumas recomendações:
- Lavar longamente as mãos secando-as em seguida, tendo cuidado de não voltar a por a mão lavada na torneira, fechando-a com uma toalha de papel;
- Desinfetar as bancadas de trabalho e as mesas com produtos de limpeza;
- Não misturar comida cozinhada e crua durante a preparação;
- Evitar partilhar comida ou objetos durante a refeição;
- Lavar longamente os alimentos crus.[168]

Banco Alimentar Contra a Fome

Em tempo de pandemia, as rotinas são alteradas e manter hábitos saudáveis torna-se por vezes complexo. Acresce o fato de parte da população mundial depender de serviços de fornecimento de refeições gratuitas que estão ou parados ou em esforço adicional, como é o caso destes serviços em hospitais. O Banco Alimentar anunciou o lançamento de uma rede de emergência alimentar. Os bens são encaminhados para um ponto de entrega próximo da residência, por forma a acautelar as regras de segurança e a garantir que a alimentação continua a chegar aos cidadãos mais carenciados.
O recurso a serviços de entregas, por vezes a solução encontrada aquando da falta de tempo para a confeção em casa (quando apenas os filhos ficam em casa) assume igualmente um potencial risco pelo uso de materiais de acondicionamento (plástico, folhas metálicas, vidro) que podem ser vetores de transmissão do vírus.
Pediatras têm ainda alertado para o risco do agravamento da obesidade entre crianças e adolescentes confinados em casa devido à COVID-19 essencialmente devido à falta da prática de exercício físico e um desregramento da alimentação, tendencialmente mais açucarada.
Outro risco é a desinformação constante quanto a remédios caseiros que pretendem a cura para a doença. A Ordem dos Nutricionistas Portugueses alerta para o fato, reiterando que não existe evidência científica sobre nenhum alimento com propriedades terapêuticas milagrosas.
Em setembro de 2020 em diversos países da Europa ocorre a reabertura das escolas e volta às aulas, com muitas mudanças nas regras de convívios dos alunos, atendendo às orientações de distanciamento e de higiene, uso de máscara e lavagem/desinfecção de mãos com maior frequência, entre outras regras adotadas pelas instituições de ensino, afim de evitar que tais estabelecimentos se tornem foco do novo coronavírus. A Direção-Geral da Saúde publicou um referencial para os estabelecimentos escolares ou de educação com orientações de como agirem em casos suspeitos ou confirmados.
Quanto a alimentação dos alunos com o retorno às aulas, os intervalos são mais curtos e ou desencontrados, para não haver aglomeração. A disposição das mesas e cadeiras das cantinas também foram alteradas de forma a respeitarem as regras de distanciamento, os talheres e os guardanapos fornecidos em embalagens individuais, a higienização e orientação intensificadas, e possibilidade de oferta das refeições na modalidade de take-away dependendo das necessidades de cada cantina. A Ordem dos Nutricionistas também publicou um guia direcionado para os profissionais nutricionistas que atuam em ambiente escolar com orientações para o fornecimento adequado e seguro das refeições, tanto com as escolas abertas quanto com as escolas fechadas; no segundo caso, sugerindo o fornecimento de refeições congeladas ou refrigeradas no formato take-away para consumo em casa, ou o fornecimento de cabazes alimentares, cestas básicas, ou take-away quentes também para o consumo em casa, com o intuito de evitar o aumento da insegurança alimentar entre jovens que necessitam da alimentação escolar como principal fonte nutricional.

### Resultados na aprendizagem do aluno
Tal como em muitos outros sectores, a pandemia COVID-19 está a afetar a educação de diversas formas. Para reduzir a disseminação do vírus, vários países suspenderam o ensino e os exames presenciais e colocaram restrições à imigração afetando, desta forma, os estudantes Erasmus. Sempre que possível, as aulas tradicionais foram substituídas por livros e materiais retirados dos locais de ensino. Várias plataformas de e-learning permitiram a interação entre professores e alunos e, em alguns casos, programas nacionais de televisão ou plataformas de media social foram utilizadas para o ensino. Estudos realizados indicam que os dispositivos mais utilizados pelos alunos para aceder ao material de estudo online foram os telemóveis, seguido pelos portáteis e, por fim, computadores pessoais.
O impacto desta pandemia nos sistemas educacionais dos diversos países despoletou muitas diferenças. Esta falta de homogeneidade foi motivada por diversos fatores, tais como: o estado económico do país (desenvolvido ou em desenvolvimento), diferentes períodos letivos/férias e tipo de restrições aplicadas (redução ou suspensão de aulas).
Os estudos sobre o impacto da pandemia nos resultados da aprendizagem dos alunos são, por vezes, díspares. Enquanto alguns referem que o confinamento e a pandemia tiveram efeitos positivos no seu desempenho, outros evidenciaram efeitos negativos, tais como, a falta/desigualdade de oportunidades e os efeitos psicológicos.
Quanto à melhoria do desempenho dos alunos, acredita-se que esteja associada a uma gestão adequada do tempo, à facilidade de mudarem os seus comportamentos de estudo e a um maior esforço por parte dos mesmos. As motivações descritas podem ir desde diferentes tipos de recompensas, passando pelo aumento da responsabilidade intrínseca espoletada por uma situação pandémica, até ao receio de perda do ano letivo/académico.
Os efeitos negativos descritos são diversos. Na saúde mental, os efeitos nefastos estão associados, muitas vezes, à diminuição do contacto social entre familiares, amigos e colegas, sensação de perda de liberdade e medo da pandemia, levando à exacerbação de estados depressivos e, consequentemente, diminuição das performances de aprendizagem. Também se acredita que a mudança para o ensino online, especialmente em cursos técnicos, ou metodologias de ensino que incluam um elevado nível de interação ou experiências práticas como estágios, laboratórios e / ou desempenho artístico apresentam uma clara desvantagem no que diz respeito ao ensino e avaliação dos alunos. Isto observa-se, igualmente, no caso de discentes com necessidades educativas especiais de aprendizagem que requerem um maior acompanhamento e orientação por parte dos professores.
A língua de apresentação dos conteúdos programáticos pode também ser um obstáculo, se não for a língua materna do aluno, ou se este não a falar fluentemente. Outro dos entraves é a falta e/ou dificuldade de acesso às tecnologias de informação e comunicação (dificuldade de acesso a computadores, internet, meios de comunicação social ou eletricidade) em famílias economicamente desfavorecidas. Em alguns países em desenvolvimento, o fecho das escolas impossibilitou o contacto com as aulas. A UNESCO estima que 23,8 milhões de crianças e jovens (do ensino pré-primário ao superior) possam desistir ou não ter acesso à educação, devido ao impacto económico e social desta pandemia.
Em suma, a pandemia COVID-19 está a espoletar uma revolução digital no sistema de ensino, mas também a criar desigualdades no acesso à educação. Estudos referem que estudantes que tenham amigos ou familiares infetados com COVID-19, dificuldades económicas, atrasos de ensino ou coabitem em zonas com baixos níveis de digitalização estão associados a sintomas relacionados com níveis elevados de ansiedade, depressão, somatização e stress, ao aumento das dificuldades e à redução do desempenho de aprendizagem. A suspensão das atividades letivas presenciais continuará a ter efeitos nefastos, estendendo-se para além da educação, manifestando-se, por exemplo, numa maior insegurança alimentar, numa acentuada instabilidade social e económica e no aumento da violência contra as crianças e jovens.

### Impacto na Educação Formal
Básico
O ensino básico tipicamente consiste nos primeiros quatro a nove anos de escolaridade, dependendo do país.
Em Portugal divide-se no primeiro ciclo (1.º ao 4.º ano de escolaridade), segundo ciclo (5.º e 6.º anos) e terceiro ciclo (7.º ao 9.º anos de escolaridade).
A pandemia de Covid 19 teve um impacto elevado neste nível de ensino, principalmente nos países que decidiram pelo encerramento das escolas, como Portugal.
O encerramento das escolas trouxe um impacto negativo ao nível da aprendizagem escolar das crianças do ensino básico. Num relatório de Outubro de 2020, a UNICEF aponta reduções significativas nos resultados de aprendizagens fundamentais nas crianças desta idade na generalidade dos países analisados. Estes resultados não são completamente surpreendentes já que os alunos nestas idades não têm por hábito ser dependentes de professores ou adultos para o seu estudo. O ensino básico continua bastante marcado pelo ensino tradicional, onde “os alunos ouvem o professor, escrevem e fazem apontamentos”. Contudo, numa situação em que se espera autonomia dos alunos, a falta de independência transforma-se num problema.
A tudo isto acresce a falta de tecnologia ou conhecimentos para usá-la em ambiente educacional. Segundo a OCDE, um terço dos alunos dos países analisados estudaram numa escola em que não existiam as competências pedagógicas ou técnicas implementadas para integrar tecnologias digitais e recursos efetivos para aprender digitalmente ou à distância. Como consequência, os professores não tiveram hipótese senão leccionar de formas alternativa, fazendo os materiais chegar aos alunos de diferentes formas. Estudos recentes sugerem faltas de literacia nos estudantes e nos seus professores, além de uma falta importante de equipamento digital para os mais novos, principalmente entre os grupos mais desfavorecidos da sociedade. Em muitos países da OCDE a conectividade à internet também falta, com as consequências óbvias que a falta de acesso tem nos alunos quando a aprendizagem presencial é substituída por meios digitais.
- Reorganização do ensino básico durante a pandemia
Em Portugal as escolas do ensino pré-escolar, básico e secundário encerraram a partir de 16.03.2020 e os alunos permanecerão em ensino à distância pelo menos até ao final do ano lectivo 2019/2020.
Com a impossibilidade da presença física das crianças nas escolas, as instituições de ensino tiveram de redesenhar o projecto educativo de forma a adaptá-lo ao ensino à distância. Esta adaptação foi muito variável de escola para escola gerando um período inicial de quinze dias com cada escola escolhendo uma, ou muitas vezes várias, plataformas online (Aula Digital, Escola Virtual, Google classroom, ...) para colocação das tarefas para os alunos. Os professores titulares e os diretores de turma  mantiveram contacto frequente por email, com alunos e encarregados de educação, enviando tarefas para os alunos resolverem e devolverem e dando-lhes feedback desse envio e respectiva correcção. A escola passou a decorrer por computador, ou telemóvel.
Do dia 06 a 13.04 decorreram as férias da Páscoa, mas após este período a 14.04 a escola recomeçou já de uma forma mais organizada, apoiada no Decreto de Lei nº 14-G/2020, D.R. 72/2020 Suplemento Serie I de 13 de abril, que estabelece as medidas excepcionais e temporárias na área da educação, no âmbito da pandemia da doença COVID-19, relativo aos ensinos básico e secundário, para o ano lectivo de 2019/2020, em escolas públicas e privadas.
Na prática cada escola adaptou as normativas governamentais à sua própria realidade, escolhendo uma plataforma online para veicular os conteúdos educativos e comunicar com os seus alunos. Os professores passaram a enviar listas semanais de tarefas para que os alunos e encarregados de educação se pudessem organizar para cada semana; as escolas públicas recorreram a plataformas online como o Zoom para que se mantivessem aulas por teleconferência com cada turma, de duração e periodicidade variável.
No entanto, existiam alunos que não estavam a ter acesso ao ensino por não disporem de equipamentos tecnológicos ou conectividade à internet nas suas casas. A ausência de acesso às novas tecnologias faz com que se acentuem as desigualdades (sociais) e, por isso, há que abrir o leque de possibilidades e recorrer a todos os instrumentos ao nosso alcance para minimizar a exclusão social, redobrando a atenção para os mais fragilizados. Foi, por isto, criado um programa de apoio a estas crianças - #EstudoEmCasa – baseado em aulas através da televisão, num modelo com semelhanças ao usado nos anos 60 em Portugal de aulas leccionadas através da televisão, a Telescola.
- Programa Estudo em Casa
O conjunto de conteúdos educativos disponibilizados através do #EstudoEmCasa a partir de 20.04.2020 estão a ser desenvolvidos numa parceria entre o Ministério da Educação, a RTP, com o apoio da Fundação Calouste Gulbenkian.
O #EstudoEmCasa foi pensado, em particular, para os alunos que não têm facilidade ou possibilidade de aceder à internet e a recursos que aí se disponibilizam. Por isso, apesar de disponíveis por cabo, pela RTP Play, pela aplicação #EstudoEmCasa, a transmissão através do canal RTP Memória assegura que todos os que têm televisão conseguem aceder a estes recursos via TDT. São temas e propostas de trabalho, que só garantem aprendizagem se os alunos forem acompanhados e orientados pelas vias possíveis, com as parcerias necessárias.
Estes recursos constituem-se em blocos temáticos de 30 minutos emitidos através dos canais existentes, nas modalidades já divulgadas, e são complementadas por informação a disponibilizar na Direcção Geral de Educação.
A antiga Telescola tinha professores monitores em espaços em que os alunos se reuniam. Este modelo atual não tem presença nem tem socialização. E por isso  os professores têm de se mobilizar para conseguir estar perto dos que ficam mais longe durante o confinamento.
O #EstudoEmCasa não é a substituição da escola. É uma escola que se faz próxima sempre em articulação com aquela que hoje tem as portas fechadas, mas que tem os profissionais “em linha” para encurtar distâncias.”
Canal DGE #Estudo em casa
Por outro lado os conteúdos do EstudoEmCasa ficaram disponíveis também através da internet, numa parceria entre o governo, a YouTube e a Thumb Media: criando a Comunidade YouTube - #EstudoEmCasa. Esta plataforma assente no YouTube permite que os professores disponibilizem as suas aulas, possibilitando que elas fiquem acessíveis à comunidade educativa alargada. Cada docente pode produzir/ disponibilizar aulas e outras actividades, colocando-as nos seus canais próprios (públicos ou privados), cabendo à Direcção-Geral de Educação, depois de um processo simples de validação, organizar esses materiais por anos de escolaridade e por temas para que todos – professores, crianças e alunos, famílias e encarregados de educação – as possam visionar no canal DGE #EstudoEmCasa.
- Recursos disponibilizados pelo Ministério da Educação para ensino à distância
O Ministério da Educação português criou vários recursos úteis para apoiar a comunidade educativa na implementação do ensino à distância nas escolas e minorar as dificuldades e impactos negativos do estado de emergência nacional na comunidade educativa:
-      “8 princípios orientadores para a implementação do ensino a distância nas escolas” 
-      Frequently Asked Questions (FAQs) sobre EstudoEmCasa. 
-      “9 Princípios Orientadores para acompanhamento dos alunos que recorrem ao #EstudoEmCasa”. 
-      Intervenção educativa para crianças e jovens em situação de vulnerabilidade. 
-      Estudo em Casa: Recomendações de Segurança: A Direção-Geral da Educação em articulação com o Centro Nacional de Cibersegurança e a Comissão Nacional de Proteção de Dados, disponibiliza um conjunto de recomendações e de orientações, a ter em conta na utilização das tecnologias de suporte ao ensino a distância.
-      Roteiros criados pela Microsoft e pela Google que apoiarão a implementação tecnológica de instrumentos digitais de trabalho, caso tenham optado por uma destas duas soluções.
-       Recursos para o Bem-Estar – Parceria entre o Ministério da Educação e a Ordem dos psicólogos – Disponibiliza vários documentos com sugestões para os professores, as famílias e os alunos conviverem e manterem o seu bem-estar emocional neste contexto de confinamento.
- Impacto no ensino básico
A MEDIDA PROVISÓRIA Nº 934, DE 1.º DE ABRIL DE 2020 estabeleceu parâmetros, tendo em vista o cenário de pandemia ocasionado pela Covid-19, pode-se observar que dentre as demandas educacionais, a carga horária da educação básica sofreu grandes mudanças, uma vez que, o ano letivo instituído pela Leis de Bases e Diretrizes da educação nacional define uma carga horária de no mínimo 200 dias letivos contendo 800 horas por ano. Em contra partida, as aulas foram suspensas por prazo indeterminado e, após meses, adotado o ensino remoto emergencial. Este recurso, perdurou por vários meses, desde o dia 18 de março de 2020 e início de 2021. O afastamento, de fato é uma das medidas para a contenção do vírus, assim, a educação sobre pelas condições, uma vez que , para além da inacessibilidade em recursos tecnológicos para todos os estudantes, os professores, por sua vez, tiveram que se adequar a um novo modelo educacional, o ensino remoto.
O isolamento social e as várias fases de emergência nacional e de mitigação da pandemia a coronavirus, puseram em causa a conclusão do ano lectivo conforme o conhecemos, exigindo dos professores competências pedagógicas adaptadas ao ensino à distância, bem como o acesso a ferramentas para as quais não tinham tido a formação e a preparação prévia necessária ou adequada.
Na opinião do professor José Tribolet, a pandemia do novo coronavírus, ao obrigar a encerrar escolas e forçar a necessidade de aulas à distância, foi um empurrão que vai ter um “impacto transformador em todo o sistema de ensino, aprendizagem e formação profissional e de relações laborais”. De acordo com este especialista, “o 25 de abril do ensino está em curso”. Esta revolução vai ser acompanhada pela promessa do Governo de que, a partir do próximo ano lectivo, todos os alunos do ensino Básico e Secundário vão ter acesso a equipamentos e rede de internet para proporcionar condições de igualdade em todo o território nacional e em todos os contextos familiares.

### Secundário
Em Portugal, o Ensino secundário compreende três anos de escolaridade (10.º, 11.º e 12.º anos) e é gratuito e obrigatório para todos os alunos até aos 18 anos de idade.
Em virtude do encerramento das escolas, como forma de conter a disseminação da pandemia de COVID-19, as escolas foram obrigadas a adoptar novas medidas para a garantir a continuidade do ensino, no presente ano lectivo. A mudança na modalidade de ensino, do ensino presencial para o ensino á distância, tem levado a inúmeros constrangimentos para os alunos, pais e os professores.
A pouca familiaridade de alguns professores com as plataformas e o mundo digital, destacou a necessidade de realização de formações continuas online, no sentido de capacitarem os professores, de modo a garantirem a aquisição de conhecimentos e habilidades, de forma a gerir da melhor forma as aulas online, assim como a disponibilização de conteúdos online, e o acompanhamento da aprendizagem dos alunos, por meio do recurso as ferramentas digitais.
No entanto, “o ensino à distância têm colocado em evidência alguns problemas de equidade, porque nem todos os alunos têm acesso à internet e a equipamentos para poderem acompanhar as aulas.” Este fato tem leva a inúmeras dificuldades no processo de aprendizagem.
Por outro lado o isolamento a que os alunos têm sido sujeitos, têm causado impactos negativos na sua saúde mental, conduzindo a ansiedade, frustração e insegurança.
Os governos de vários países, como Portugal, têm direcionado esforços no sentido de garantir o acesso global a educação a distância, de modo a mitigar o impacto do encerramento das escolas, por meio da distribuição de equipamentos como computadores e tablets, aos alunos mais carenciados, assim como impressão de materiais didáticos.
Por todo o mundo, têm se observado o cancelamento de muitas avaliações.
Em Portugal, as associações de estudantes da Escola Secundária de Camões, Escola Secundária Maria Amália Vaz de Carvalho e Escola Secundária da Ramada, a funcionarem na zona de Lisboa, lançaram “uma petição a pedir a suspensão dos exames nacionais e que as notas do final do ano sejam as do 2.º período”, devido encerramento das escolas, decorrente da pandemia de covid -19, e mais de meio milhar de pessoas já assinaram a petição lançada pelas referidas associações.
Contudo, em relação a retoma das aulas, e aos exames nacionais, em Portugal o conselho de ministros, no dia 09.04.2020, aprovou um decreto lei que estabelece algumas medidas temporárias, no âmbito do ensino secundário, definindo algumas alterações:
Caso a evolução da situação epidemiológica seja favorável, “ o Governo pode decidir retomar as aulas presenciais dos 11.º e 12.º anos de escolaridade, garantindo-se o distanciamento social (aulas, salas, turmas) “; “...os alunos apenas realizarão exames finais nacionais nas disciplinas que elejam como provas de ingresso para efeitos de concurso nacional de acesso ao ensino superior”; “ para conclusão dos ciclos de ensino básico e secundário, as classificações de cada disciplina têm por referência o conjunto do ano letivo, incluindo o trabalho realizado ao longo do 3.º período”; outras informações estão disponíveis no site do governo de Portugal.
Assim, em Portugal os exames do ensino secundário foram adiados. As aulas vão poder estender-se até 26 de Junho. A 1.ª fase das provas nacionais, que estava marcada para a segunda quinzena de Junho, passa para os dias 6 a 23 de Julho. A 2.ª fase realiza-se de 1 a 7 de Setembro.
No Reino Unido, e na França por exemplo, todos os exames de conclusão do ensino secundário foram cancelados.
O governo da Itália, aprovou um decreto determinando que todos os estudantes vão passar de ano.
Na Noruega, foi decidido que todos os alunos da 10.ª série receberão um diploma do ensino médio.
No dia 21.03.2020, em Hong Kong, as autoridades tomaram a decisão de adiar os exames do Diploma de Ensino Secundário (DSE), que estavam programados para 27 de março, por um período de um mês.
Dependendo da duração do encerramento das escolas, provavelmente poderá observar - se  ações semelhantes em todo o mundo.
Impacto do coronavírus na educação formal em Portugal, a partir de 15 de janeiro de 2021.
Em Portugal, após reunião do Conselho de Ministros, o Governo apresentou esta quarta-feira um conjunto de medidas para controlar a pandemia de COVID-19, entre as quais o dever de recolhimento domiciliário, que entram em vigor às 00:00 de sexta-feira, dia 15 de janeiro de 2021.
As escolas vão manter-se abertas “em pleno funcionamento” como aconteceu até agora. “Vamos manter a escola em funcionamento e esta é a única, nova e relevante exceção ”, disse o primeiro-ministro, António Costa, no final da reunião do Conselho de Ministros, durante a qual foram decididas novas medidas de confinamento no âmbito da pandemia de covid-19. Essas são as novas medidas em Portugal em relação a educação formal, conforme relatou o Sr primeiro-ministro António Costa.
Fonte: Serviço Nacional de Saúde – Medidas para controlar a pandemia
Novas medidas em Portugal a partir de 22 de janeiro de 2021.
Novas medidas de contenção: Governo anuncia encerramento das atividades letivas em Portugal.
O Primeiro-Ministro, António Costa, falou ao país depois da reunião do Conselho de Ministros, que decorreu esta quinta-feira de manhã, numa reunião de emergência, e anunciou o encerramento de todos os estabelecimentos de ensino nos próximos 15 dias, a partir de sexta-feira 22 de janeiro. Esta interrupção letiva será, no entanto, “devidamente compensada no calendário escolar” num outro período de férias, a definir pelo Ministro da Educação.
A pandemia provocada pelo novo coronavírus gerou diversos impactos na educação, tanto para estudantes quanto para as instituições de ensino de mais de uma centena de países pelo mundo.
Impactos na educação no mundo.
O cenário mundial diante da pandemia reforçou a exclusão de estudantes das famílias mais pobres e de grupos específicos, como aqueles que vivem em ambiente rural.
De acordo com o Relatório de Monitoramento Global da Educação (Relatório GEM) de 2020, divulgado no final de junho, 258 milhões de crianças e jovens não tiveram acesso à educação.
Produzido pela Organização das Nações Unidas para a Educação, a Ciência e a Cultura (UNESCO), o relatório também revelou que menos de 10% das 209 nações avaliadas possui leis que fortalecem a inclusão plena na educação
A Associação Internacional de Universidades realizou uma pesquisa global sobre os impactos do COVID-19 no ensino superior em todo o mundo, incluindo o impacto no envolvimento da comunidade universitária.
EDUCAÇÃO A DISTÂNCIA, ENSINO HÍBRIDO, EDUCAÇÃO ONLINE E ENSINO REMOTO: LIMITES CONCEITUAIS, no Brasil.
Presente na Legislação Educacional desde a promulgação da Lei de Diretrizes e Bases (LDB) nº 9394/96, já com oferta comum nas instituições de ensino, especialmente de nível superior, a Educação a Distância – EaD adquiriu uma centralidade nas demandas e preocupações da sociedade brasileira a partir do distanciamento social imposto pela Pandemia de COVID-19. Emergencialmente as instituições de ensino, os órgãos gestores, os conselhos de regulação, a mídia e a sociedade em geral, passaram a falar de EaD em uma confusão de nomenclaturas que denuncia o desconhecimento e/ou compreensão superficial desta modalidade, utilizando este termo como sinônimo ou similar de muitos outros.
O novo coronavírus vem afetando inúmeros setores, modificando nossas formas de interação e, no caso da educação formal, promove desconstruções sobre o processo ensino-aprendizagem, exigindo mudanças na metodologia. O objetivo deste trabalho é discutir sobre alguns dos desafios do ensino remoto e das metodologias ativas nos cursos de medicina na atual pandemia da Covid-19, adotados como estratégia para manutenção das aulas. Pesquisas as metodologias ativas, quais desafios docentes e discentes têm enfrentado no processo ensino-aprendizagem na medicina?
|  | Esta é uma página de testes de Impactos da pandemia de COVID-19 na educação, uma subpágina da principal. Serve como um local de testes e espaço de desenvolvimento, desta feita não é um artigo enciclopédico. Para uma página de testes sua, crie uma aqui. Como editar: Tutorial • Guia de edição • Livro de estilo • Referência rápida Como criar uma página: Guia passo a passo • Como criar • Verificabilidade • Critérios de notoriedade |

Tendo em conta a evolução favorável da pandemia em Portugal, as atividades letivas presenciais para os alunos do 11.º e 12.º ano retomaram a 18.05.2020 de acordo com a orientação da Direção Geral de Saúde que regulamentava o Regresso ao Regime Presencial que pressupunha que as escolas atualizassem o Plano de Contingência e que alterassem aspetos da sua organização (gestão de pessoal, horários, intervalos, gestão de espaço, número de alunos por turma, higienização ambiental da escola) de modo a reduzir a interrupção no ensino e reforçar a prevenção de COVID-19 em ambiente escolar.
O calendário escolar para o ano letivo 2020/2021 foi aprovado tendo em conta os constrangimentos sofridos no ano 2019/2020 e iniciou-se com um período de recuperação de aprendizagens e o dia do diploma que constituiu uma ação formal de reconhecimento dos alunos que no ano anterior concluíram o ensino secundário.
Além disso o Ministério da Educação elaborou um guia para Recuperação e Consolidação de Aprendizagens ao longo do ano letivo de 2020/2021 que não só foca o bem estar sócio emocional no regresso às aulas, como enfatiza aprendizagens essenciais com exemplos de como as abordar e recuperar (por exemplo na disciplina de Física e Química e Biologia e Geologia).
Em relação à prática de educação física, a plataforma e App Fitescola constituem uma ferramenta útil na promoção da prática de exercício físico (tendo em conta que os exercícios em regime presencial são essencialmente aprendizagens individuais).
O Referencial para as Escolas sobre Controlo da Transmissão de COVID-19 em contexto escolar foi elaborado me modo a orientar e definir um conjunto de estratégias para a comunidade escolar de modo permitir iniciar e manter o ano letivo 2020/2021 em regime presencial.
Este Referencial fornece orientações quanto à reorganização do espaço escolar, promoção de comportamentos preventivos e gestão adequada de casos.
Segundo o mesmo, os alunos a partir do 2.º ciclo do ensino básico devem utilizar máscara (salvo exceções: alimentação, prática de exercício físico, existência de atestado médico).
As orientações para a organização escolar do ensino básico e secundário incluem:
- distribuição dos alunos por grupos/turmas fixos durante a permanência na escola (os intervalos, aulas e horários de refeição devem ser organizados de modo a evitar contato com outras turmas);
- lugar/secretária fixo por aluno, mantendo o distanciamento físico;
- utilização de salas amplas e arejadas (em função do número de alunos da turma);
- criar regras de utilização/organização dos espaços de utilização comum;

O regime presencial deve ser privilegiado, sendo que o regime misto e não presencial poderão ser aplicados (preferencialmente) a alunos do 3.º ciclo do ensino básico e ensino secundário se a situação epidemiológica da doença se agravar
De modo a controlar a pandemia, o Conselho de Ministros aprovou a 13.01.2021 o dever de recolhimento domiciliário sendo que as escolas se vão manter abertas, constituindo a única exceção.

### Terciário (superior)
O ensino superior, também conhecido como ensino terciário, refere-se aos níveis educacionais não obrigatórios que se seguem à conclusão do ensino médio. O ensino superior português organiza-se num sistema binário, que integra o ensino universitário e o ensino politécnico. Normalmente, o ensino superior inclui o ensino de graduação e pós-graduação, bem como o ensino e treinamento profissional. Indivíduos que concluem o ensino superior geralmente recebem graus acadêmicos de licenciado, mestre e doutor.
Tal como nos restantes níveis de ensino, a pandemia levou, de uma forma global, à suspensão das atividades letivas presenciais de inúmeras instituições de ensino superior. De forma a dar continuidade ao processo de ensino-aprendizagem, muitas universidades adotaram métodos de ensino e avaliação à distância, através do recurso a plataformas digitais. Para além dos impactos a nível da aprendizagem que estas medidas acarretam (e que já foram sendo referidas ao longo do texto), destacam-se também consequências relacionadas com os programas de mobilidade e com a diminuição das receitas das universidades.
Os estudantes do ensino superior que se encontravam a realizar programas de intercâmbio/mobilidade aquando do início da pandemia foram especialmente afetados devido ao encerramento das instituições de ensino. Muitos destes alunos viram-se obrigados a regressar ao seu país de origem devido à incerteza quanto à reabertura das universidades e às dificuldades socioeconómicas impostas pelo confinamento. Para além da interrupção das aulas, os estudantes foram também privados de outros aspetos característicos dos programas de mobilidade como a partilha de experiências multiculturais e o acesso a novos mercados de trabalho.
Tal como noutros setores, prevê-se que a pandemia traga impactos económicos consideráveis a nível do ensino superior. Devido à crise socioeconómica, o número de alunos (nacionais e internacionais) inscritos nas universidades poderá diminuir, o que implicará uma redução considerável nas receitas destas instituições. Por outro lado, o forte investimento na área da saúde poderá implicar uma redução do investimento dos governos na área da educação.
No sentido de contrariar possíveis dificuldades no sistema educativo, alguns países têm vindo a implementar, desde o início da pandemia, medidas de suporte financeiro aos alunos e sistemas educativos afetados pelo encerramento das universidades:
- Em abril de 2020 o governo australiano implementou medidas de apoio aos estudantes do ensino superior: redução do custo de cursos online e isenção do pagamento de taxas associadas a empréstimos dos alunos australianos durante um período de seis meses;[228]
- Em março de 2020 o governo Italiano anunciou medidas para equipar as escolas com ferramentas e plataformas digitais necessárias para o ensino à distância, para fornecer dispositivos informáticos aos alunos mais carenciados e para preparar o pessoal docente para as novas metodologias de ensino à distância.[229] Em maio de 2020 implementou novas medidas de forma a aumentar o financiamento das universidades para cobrir as despesas extras associadas à situação pandémica (por exemplo, aquisição de equipamentos de segurança e de limpeza);[230]
- Em abril de 2020 o governo da Nova Zelândia anunciou medidas de apoio aos estudantes universitários, nomeadamente no que diz respeito à facilidade da obtenção de empréstimos e pagamento de despesas relacionadas com a educação;[231]
- Em abril de 2020 o governo do Reino Unido implementou medidas de suporte financeiro para ajudar as instituições de ensino nas despesas associadas à pandemia.[232]

## Recomendações alternativas
Devido ao fechamento temporário das atividades presencias nas escolas e nas universidades, a UNESCO apresenta 10 recomendações para a implementação do ensino a distância:
Deve-se analisar a prontidão do local atentado-se para a capacidade de abastecimento de energia local, do acesso à internet, e das competências digitais dos professores e alunos. E com isso escolher o uso de soluções de alta ou baixa tecnologia. E usar ferramentas relevantes que podem decorrer através da integração de plataformas digitais, aulas em vídeo, MOOCs, ou até a transmissão pelo rádio e televisão.
Para assegurar a inclusão aos programas de ensino a distância, deve-se implementar medidas que garantam que alunos mesmo aqueles com deficiências ou de famílias com fracos recursos tenham acesso aos programas de ensino à distância. Apenas um número limitado de pessoas tem acesso aos diapositivos digitais. Considere descentralizar temporariamente tais dispositivos dos laboratórios de computador para as famílias e deem apoio com conectividade a internet.
Aconselha-se a protecção da confidencialidade e segurança dos dados pela análise do nível de segurança de acesso aos dados quando ao descarregar dados ou recursos educativos em espaços web, assim como quando ao compartilhá-los com outras instituições ou indivíduos. Além de assegurar que o uso de aplicações e plataformas não violem a privacidade dos dados do aluno.
Priorizar soluções para os problemas psicossociais antes de leccionar, por meio de mobilizar ferramentas disponíveis para estabelecer ligações entre as escolas, pais, professores e alunos. E criar comunidades para assegurar as interações sociais regulares, proporcione medidas de cuidado social, e abordar possíveis desafios psicossociais que o aluno possa enfrentar quando em isolamento.
O cronograma de estudo do programa de ensino à distância deve ser planeado, pela organização de discussões com as partes interessadas para examinar a duração do encerramento das escolas e decidirem se o programa deva focar em ensinar novos conhecimentos ou reforçar os conhecimentos dos alunos adquiridos em aulas anteriores. O calendário deve ser organizado conforme a situação da zona afetada, do nível do estudo, das necessidades dos estudantes, e da disponibilidade dos pais. Deve-se escolher as metodologias de aprendizagem adequadas com base no contexto do encerramento das escolas e da quarentena. E deve-se evitar metodologias de aprendizagem que requeiram comunicação face a face.
Os órgãos responsáveis pelo ensino devem fornecer apoio aos professores e aos pais no uso de ferramentas digitais, através de formações curtas ou sessões de orientações para professores como aos pais e alunos, além de monitorização e facilitação se forem necessários. Com o auxilio aos professores com as condições básicas necessárias para o ensino a distância, tais como soluções para o uso de dados da internet para realizar aulas com transmissão direta.
Atentar para integrar abordagens adequadas e limite o número de aplicações e plataformas, com a combinação de ferramentas e os meios de comunicação disponíveis a maioria dos alunos, ambas para uma comunicação e aulas síncronas, e um ensino assíncrono. E evitar sobrecarregar os alunos e os pais, solicitando que realizem e testem demasiadas aplicações ou plataformas.
É necessário que se desenvolva regras para o ensino à distância e monitorize o processo de aprendizagem dos alunos, para tal deve ser definido as regras com os pais e alunos do ensino a distância. Atente-se para a elaboração de perguntas, avaliações e exercícios formativos para acompanhar o processo de aprendizagem dos alunos. Tente usar ferramentas de apoio que facilitem o feedback dos alunos, e evitar sobrecarregar os pais.
A duração das unidades de ensino à distância devem ser definidas de acordo com as competências de autorregulação dos alunos, desta forma, tente manter um ritmo de ensino coerente com o nível de autorregulação e aptidões metacognitivas dos alunos, principalmente nas aulas com transmissão direta. Considere que cada unidade não exceda 20 minutos para o ensino primário, e 40 minutos para o ensino secundário.
Além de, atentar-se para a criação de comunidades com o objetivo de promover a coesão social, ou seja, o desenvolvimento de comunidades de professores, pais e diretores de escolas para tentar evitar o sentimento de solidão ou angústia/ desamparo de todos envolvidos, do modo a facilitar a partilha de experiências e o debate sobre as estratégias de lidar com dificuldades de aprendizagem enfrentadas ou que possam vir a enfrentar.
Recomendações para suporte psicológico
Quanto ao suporte psicológico aos professores, familiares e alunos da educação infantil, primário, secundário e universitário, que estejam em aulas presenciais ou à distância, deve-se considerar uma ampla gama de possibilidades para que se tenha a promoção de ações preventivas ao aparecimento de sintomas relacionados a saúde mental e que coloquem em risco a aprendizagem. Uma sugestão é ter grupos de apoio criados pela própria instituição de ensino, preferencialmente com suporte de profissionais especializados como professores, psicólogos e psiquiatras. Estes grupos seriam responsáveis por treinar e orientar os alunos para: (1) identificação de riscos e sinais de estresse emocional ou algum comportamento de risco no domicílio ou no ambiente escolar; (2) estimular que os os estudantes tenham seus pares e que estes possam ser um apoio direto e contínuo ao longo do tempo e que possam informar à escola qualquer sinal de instabilidade emocional, (3) orientar como comunicar de maneira empática e acolhedora com alguém que está em estresse emocional, (4) capacitar para busca do autoconhecimento, desenvolvimento de habilidades para auto regulação emocional e como direcionar alguém, corretamente, para instituições de saúde mental. No contexto de escola primária até universitária, em situações de depressão ou ansiedade generalizada entre estudantes, estudos mostram que o apoio de um colega, um par, mesmo que online, pode promover melhora e ser muito mais eficaz do que intervenções institucionais. Logo, intervenções baseadas no apoio mútuo de colegas parece ser bem promissor ao longo da pandemia de COVID19 para mitigar instabilidades emocionais ou detecta-las precocemente, de forma a não prejudicar o desenvolvimento do aluno.
Ponto importante a ser notado é o aumento do abuso doméstico infantil durante a pandemia COVID 19. O distanciamento social forçado pela pandemia de COVID 19, aumentou o tempo de exposição doméstica entre os membros das famílias, assim como aos fatores de risco para violência familiar como desemprego, divórcios, redução salarial, adição ao álcool, a drogas os quais, somados a redução do apoio de políticas sociais, colocam crianças e mulheres em risco. É fundamental que se definam critérios de observação e acompanhamento de modo a prevenir situações de abuso doméstico.

### Recomendações em Portugal
Em Portugal, a Direção-Geral da Educação (DGE), em conjunto com a Agência Nacional para a Qualificação e o Ensino Profissional (ANQEP), desenvolveu um espaço com uma gama de recursos, no intuito de apoiar as instituições de ensino para a implementação de metodologias de ensino a distância que corroborem com a sequência dos processos de aprendizagem. Dentre esses, informações sobre plataformas digitais que podem ser utilizadas, princípios orientadores para a implementação do ensino a distância e formações aos professores.
Além disso, a Direção-Geral da Educação, em articulação com o Centro Nacional de Cibersegurança elaborou 10 recomendações para a utilização das tecnologias de apoio do ensino à distância, as quais são:
- Pense antes de publicar informação sensível,
- Seja cuidadoso com o webcam e microfone,
- Controle a partilha do ecrã,
- Tranque a porta-Impeça o acesso de estranhos na reunião,
- Escolha as opções de gravação mais adequadas,
- Mantenha o software atualizado,
- Utilize formas segura de convidar os participantes,
- Crie uma sala de espera,
- Desligue a partilha de dados nas mensagens,
- Não se esqueça de outros cuidados.

Juntando ao já referido, também a UNESCO promove uma série de recomendações relativas ao ensino à distância, de forma a permitir antecipar dificuldades e problemas e poder agir de forma a evitá-los ou contorná-los. A dificuldade do ensino à distância prende-se com a capacidade de manter a equidade, qualidade e bem-estar dos estudantes juntamente com desafios sócio-económicos que ditam um panorama desigual de recursos físicos e acesso à tecnologia. Para o apoio ao sistema educativo, a OCDE publicou, a 10 de Julho de 2020, um documento sobre a implementação da resposta educacional à Covid-19. Mais recentemente, a 15 de Dezembro de 2020, saiu também um livro intitulado "Lições para a educação da Covid-19", sendo um guia prático de como delinear e implementar sistemas educativos eficazes em variados contextos, incluindo de pandemia.
O documento oficial da Direção-Geral dos Estabelecimentos Escolares (DGEstE), que inclui as recomendações e medidas gerais a aplicar no ano lectivo 2020/2021 devido à pandemia Covid-19 encontra-se AQUI. Este documento contém 18 páginas, abordando desde o ensino pré-escolar ao ensino superior, com medidas gerais, práticas, pedagógicas, código de conduta e procedimento em caso suspeito.
Portugal vive, em Janeiro de 2021, o pior panorama devido à pandemia Covid-19. Somos o pior país a nível mundial em número de novos casos por dia e por milhão de habitantes e o segundo pior em número de mortes por dia e por milhão de habitantes. Os hospitais e profissionais de saúde vivem um cenário de guerra, com falta de recursos, lotação máxima frequente e doentes que se acumulam, além do seu desgaste e estado de exaustão, sem que se consiga ver um fim à actual situação de catástrofe nem a sua estabilização.
O encerramento completo de escolas e estabelecimentos de ensino em todo o país voltou a ocorrer a 22 de Janeiro de 2021, inclusive. Assim, os estudantes estão novamente numa situação de aulas à distância, nomeadamente via Internet. A 21 de Janeiro de 2021, a DGS publicou um novo documento: "Recomendação às instituições científicas e de ensino superior no contexto das medidas extraordinárias do estado de emergência".

### Recomendações na Inglaterra
Em Inglaterra, desde Março até Agosto de 2020, o Ensino foi administrado à distância.
No ano seguinte, no decorrer da pandemia, foram adotadas medidas mistas para a continuação do ensino. Nomeadamente, verificou-se o recomeçar de sessões presencias, complementado pelo ensino à distância.
Inicialmente, o processo de escolha sobre que metodologias de ensino usar e como prosseguir com o ensino com as limitações socias em vigor recaiu sobre as direções de cada instituição de ensino.
O departamento da educação do governo Inglês, desenvolveu um documento guia intitulado “Remote education good practice” com o intuito de elucidar, e providenciar direções sobre a melhor estratégia no que concerne o ensino à distância.
De salientar, as seguintes instruções:
- Assegurar que os alunos recebem instruções e explicações coesas e claras;
-Usar a metodologia de ensino scaffold de forma a estimular um aumento de autoestima/confiança;
- Assegurar que novos conhecimentos e habilidades são aplicadas, postas em prática;
-Possibilitar que os alunos recebam feedback relativo ao seu progresso.
Neste documento, existem recomendações sobre que plataformas online utilizar como por exemplo, G Suite for Education ou o Office 365 Education.
No caso de sessões pré-gravadas, foi recomendado o uso do aplicativo Loom. A vantagem deste aplicativo e a sua inter-conectividade com o Microsoft Teams – parte do software Microsoft Office.
No que concerne, módulos com grande componente prática, foi proposto o uso de metodologias como a gravação de vídeos demonstrativos e o uso de recursos externos validados de propriedades similares, como plataforma de subscrição que abordem o mesmo tema ou prática.
O departamento da Educação também disponibilizou um documento guia intitulado “Schools COVID-19 operational guidance” com protocolos a aplicar durante a pandemia.
Dentro deste documento, estão incluídos, medidas gerais e práticas incluindo higiene e segurança, código de conduta e procedimento em caso suspeito e ou positivos
Assim como medidas de suporte para crianças vulneráveis entre outros.
Apesar de ainda existir o risco de surtos de Covid-19 locais, a maioria das instituições recomeçaram o contacto presencial similar ao que se praticava antes da pandemia.